# Castello di Sammezzano

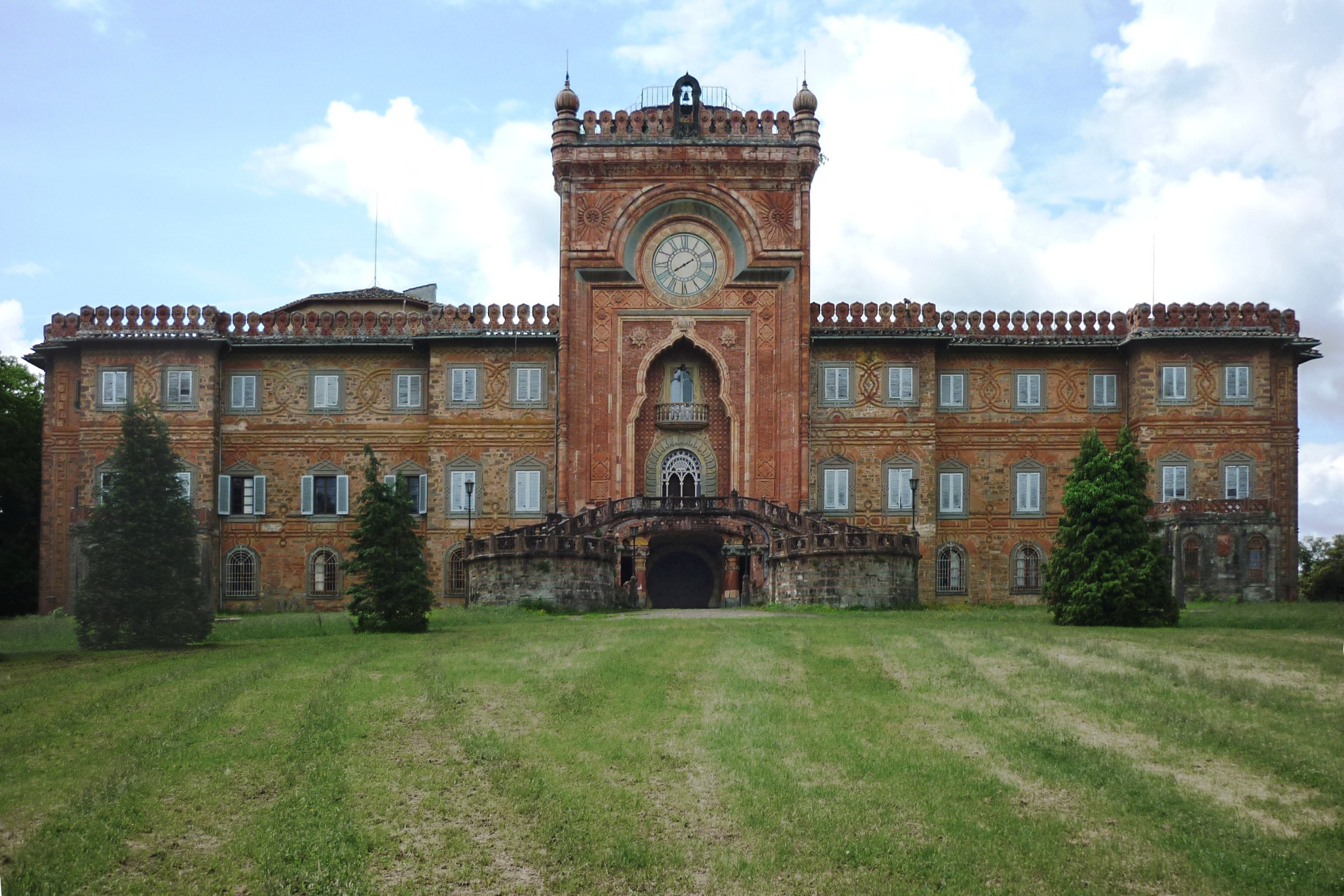
Castello di Sammezzano (Hauptfassade)

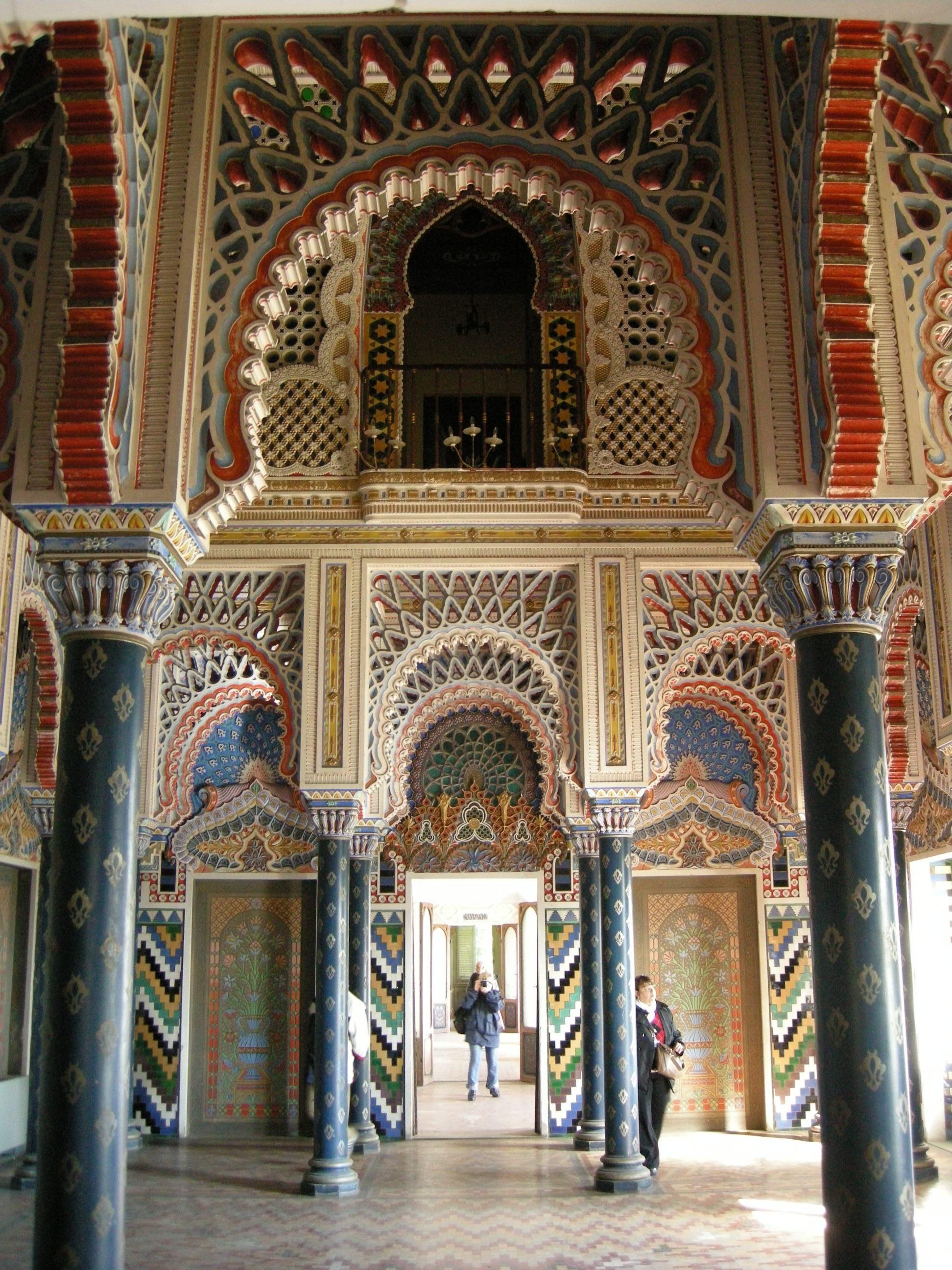
Sala dei gigli (Liliensaal)

Das Castello di Sammezzano ist ein Schloss im Ortsteil Leccio der Gemeinde Reggello in der Toskana. Es ist vor allem für seine prächtig ausgestatteten Innenräume im neomaurischen Stil bekannt.

## Geschichte

### Bis 1897

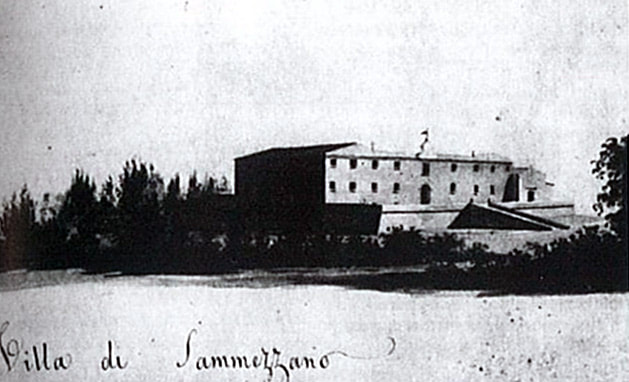
Das Schloss vor dem Umbau (1. Hälfte des 19. Jahrhunderts)

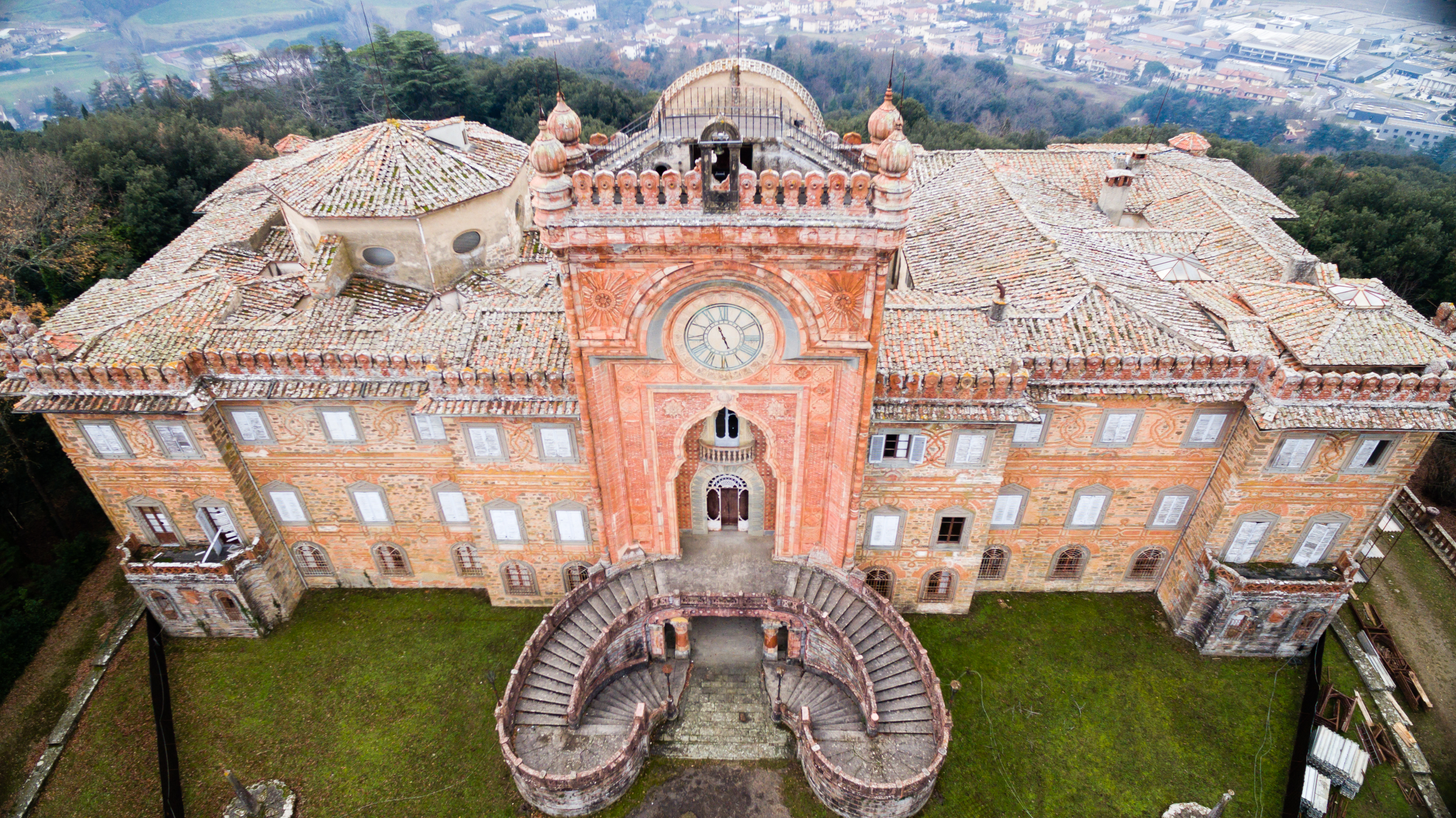
Drohnenaufnahme der Hauptfassade

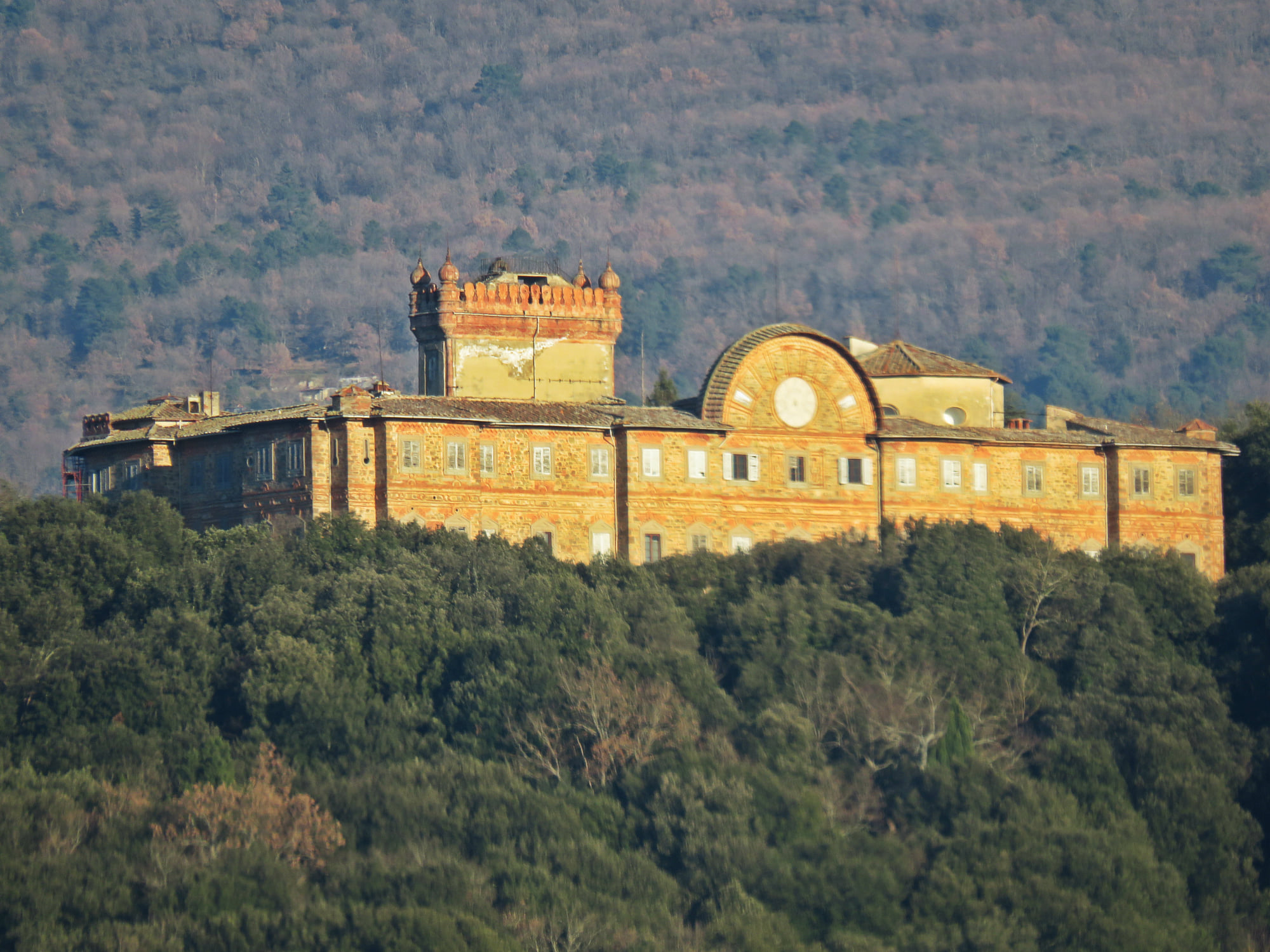
Castello di Sammezzano (Südwestfassade)

Der heutige Gebäudekomplex wurde Anfang des 17. Jahrhunderts auf einer Anhöhe westlich von Reggello errichtet, etwa 40 Kilometer südöstlich von Florenz. Die Fundamente stammen allerdings zum Teil noch von einer Befestigungsanlage aus römischer Zeit. Der fränkische König und spätere Kaiser Karl der Große soll im Jahre 780 auf der Rückreise von Rom in Sammezzano Halt gemacht haben.
Das Grundstück war nacheinander im Besitz einiger einflussreicher Familien. Zunächst gehörte es den Gualtierotti, dann den Altoviti, und dann ging es an Giovanni Jacopo de’ Medici über. Ferdinando I. de’ Medici verkaufte es schließlich an Ferdinando di Odoardo Ximenes d’Aragona, Mitglied der Familie Ximenes d’Aragona, die aus Spanien stammte und Ende des 16. Jahrhunderts in die Toskana ausgewandert war. Manche Quellen nennen das Jahr 1605 als Zeitpunkt des Verkaufs, wahrscheinlich fand er aber bereits 1596 statt. In der Folge blieb das Anwesen im Besitz der Familie Ximenes d’Aragona, bis 1815 mit Ferdinando Ximenes deren letztes Mitglied starb. Nach einem langen Prozess ging der Titel Ximenes d’Aragona samt den dazugehörigen Besitztümern, darunter auch Sammezzano, zunächst an seinen Neffen Pietro Leopoldo und nach dessen Tod im Jahr 1827 an dessen Sohn Ferdinando Panciatichi über, der sich fortan Marchese Ferdinando Panciatichi Ximenes d’Aragona nennen durfte.
Ferdinando, einer der reichsten Aristokraten seiner Zeit, war ein Intellektueller, Philanthrop und Mäzen, der auf vielerlei Gebieten tätig war. Er war Liebhaber von Musik (vor allem der von Giuseppe Verdi) und Kunst (seine Kunstsammlung umfasste letztlich etwa 500 Bilder), schrieb selbst Sonette, Gedichte und sogar eine Operette und betätigte sich (auch wenn er keinen formellen Abschluss hatte) als Architekt, Ingenieur und Botaniker. In diesen Bereichen hatte er Funktionen in zahlreichen Organisationen und Verbänden inne.
Im Jahr 1834 heiratete er Giulia de Saint-Seigne. Der Ehe entstammten zwei Kinder, Marianna (* 1835) und Bandino (* 1836). Einige Jahre später trennte sich Ferdinando unter dem Vorwurf des Ehebruchs von seiner Frau, verbannte sie nach Pisa und hinderte sie daran, die gemeinsamen Kinder wiederzusehen.
Der Marquis war außerdem in der Politik aktiv. Unter anderem beteiligte er sich an der Finanzierung der Italienischen Unabhängigkeitskriege. Von 1859 bis 1865 war er Mitglied des Stadtrates in Florenz. Darüber hinaus gehörte er den Gemeinderäten von Rignano sull’Arno und Reggello an. In der IX. und X. Legislaturperiode (1865–1870) war er Abgeordneter in der Camera dei deputati, gab sein Mandat aber bereits im Juli 1867 wieder zurück, da er mit dem Inhalt eines Gesetzes zur Säkularisation nicht einverstanden war.
Von 1852 bis 1889 ließ Ferdinando das Schloss grundlegend im neumaurischen Stil umgestalten. Dabei wurden alle Bauelemente, Dekore und Fliesen vor Ort hergestellt. Ferdinando ließ für diesen Zweck im Garten des Schlosses sogar einen Brennofen errichten. Im Zuge des Umbaus wurde die Ausrichtung des Gebäudes um 180 Grad gedreht, indem die Hauptfassade von der talseitigen Südwestseite (Sonnenfassade genannt) auf die Nordostseite (Mondfassade genannt) verlegt wurde.
Als Erstes wurde der zentrale Gebäudeteil mit der Vorhalle, der Eingangshalle (1853) und dem Sala dei Gigli umgebaut, dann folgte der Südostflügel mit dem Salla delle Stelle und dem Sala Bianca (1857–1867). Der zentrale Turm wurde 1889 als Letztes errichtet. Heute ist das Castello di Sammezzano eines der bedeutendsten Beispiele für orientalisierende Architektur in Italien.
Ein Gipsmodell einer der neuen Hallen wurde 1867 auf der Weltausstellung in Paris gezeigt.
Im Jahr 1878 fand in Florenz der vierte Internationale Kongress der Orientalisten statt. Dabei unternahmen die Teilnehmer am 15. September unter anderem eine Exkursion zur Villa Sammezzano, wie sie damals noch genannt wurde. Ein Reporter der Illustrazione Italiana schrieb später, dies sei zweifellos die interessanteste Exkursion während des gesamten Kongresses gewesen.
Im gleichen Jahr war auch König Umberto I. zu Besuch im Schloss.
Die Tochter des Marchese, Marianna, war eine bedeutende Naturforscherin, die sich hauptsächlich mit Malakologie beschäftigte, aber auch mit Botanik und Ornithologie. 1853, im Alter von 18 Jahren, heiratete sie den Botaniker Alessandro Paulucci. Ihre erste Arbeit veröffentlichte sie 1866 über die fossile Schnecke Murex veranyi paulucci (heute gebräuchlicher Name Purpurellus cyclopterus Millet). Insgesamt wurden 10 Spezies nach ihr benannt, darunter eine Unterart der Mönchsgrasmücke (Sylvia atricapilla pauluccii). Nachdem 1887 bereits ihr Mann gestorben war, sah sie sich nach dem Tod ihres Vaters 1897 gezwungen, ihre wissenschaftliche Arbeit weitgehend einzustellen, um sich zukünftig der Verwaltung des Familienvermögens zu widmen. Abgesehen von verschiedenen Vermächtnissen ging das Vermögen des Marchese zu gleichen Teilen an seine drei Urenkel (die Kinder von Mariannas Tochter). Marianna selbst behielt jedoch ein lebenslanges Nießbrauchsrecht.

### Ab 1897
Zwischen 1900 und 1915 ließ Marianna das Originalmobiliar des Schlosses versteigern.
Ferdinando Panciatichi Ximenes d’Aragona war ursprünglich in einer Gruft auf der rechten (nordwestlichen) Seite des Schlosses beigesetzt worden. Vor seinem Grab befand sich eine Balustrade mit zwei Löwen aus Terrakotta, von denen einer im Jahr 2005 gestohlen wurde. Im Mai 1917 stellte seine Tochter bei der Gemeinde Reggello einen Bauantrag für eine Familiengrabstätte auf dem etwa 750 Meter nördlich des Schlosses gelegenen Friedhof von Sociana (Standort), der auch genehmigt wurde. 1918 ließ sie den Leichnam ihres Vaters in die neue Grabkapelle überführen. Nach ihrem Tod im Jahr 1919 wurde sie selbst ebenfalls dort bestattet.
1927 wurde der Komplex gemäß Artikel 2 des Gesetzes Nr. 778 Zum Schutz von Naturschönheiten und Gebäuden von besonderem historischem Interesse vom 11. Juni 1922 als „von besonderem öffentlichen Interesse“ für den Schutz von Kunstgegenständen zertifiziert.
Im Zweiten Weltkrieg wurde das Schloss von den Deutschen geplündert, dann als militärisches Depot genutzt und nach dem Krieg für ein Jahr von den Alliierten requiriert.
1955 wurde das Anwesen an Sammezzano S.p.A. verkauft.
Ab 1970 diente das Castello di Sammezzano als Luxushotel und Restaurant. Im Zuge der Nutzungsänderung wurden unter anderem zwei Aufzüge sowie eine Anzahl Toiletten eingebaut. Als Hotelzimmer fungierten jedoch nur 17 Zimmer im zweiten Stock, während die großen Räume im ersten Stock für Hochzeiten und andere Feste genutzt wurden. Unter anderem feierten die Eltern des späteren Ministerpräsidenten Matteo Renzi hier ihre Hochzeit. Ende der 1970er Jahre begann ganz in der Nähe der Bau einer großen Hotelanlage (Standort), die jedoch nie fertiggestellt wurde. 1990 wurden Hotel und Restaurant wegen Unrentabilität geschlossen.
1972 erklärte das Ministerium für das öffentliche Bildungswesen das Schloss und den Park von Sammezzano gemäß dem Gesetz Nr. 1089 zum Schutz von Dingen von künstlerischem oder historischem Interesse vom 1. Juni 1939 für kunsthistorisch wertvoll. Im Jahr 2004 wurde das Gesetz von 1939 durch das neue Gesetzesdekret Nr. 42 Kodex für das kulturelle Erbe und die Landschaft vom 22. Januar 2004 ersetzt, dessen Schutzbestimmungen damit auch für das Schloss und den Park von Sammezzano gelten.
In den 1990er Jahren zerschlugen sich die Pläne eines Investors zur Sanierung des gesamten Areals. Mehrere Versteigerungen blieben erfolglos, und das leerstehende Schloss verfiel immer mehr, auch wenn einige dringende Sicherungsmaßnahmen durchgeführt wurden.
Im Jahr 2012 wurde das Komitee FPXA gegründet (benannt nach den Initialen von Ferdinando Panciatichi Ximenes d’Aragona), das sich die Erhaltung und Restaurierung von Schloss und Park zur Aufgabe gemacht hat. 2015 wurde zudem die Bewegung Save Sammezzano ins Leben gerufen.
2013 fand anlässlich des 200. Geburtstages des Marcheses im Schloss eine wissenschaftliche Tagung statt.
In den Jahren 2013 bis 2016 organisierte das Komitee FPXA mehrmals jährlich Führungen durch das Schloss für jeweils etwa 800 Personen pro Termin. Die Einnahmen wurden für die Restaurierung der Grabkapelle der Familie Ximenes d’Aragona verwendet.
Ende der 2010er Jahre war das Schloss in einem bedenklichen Zustand. Durch Undichtigkeiten im Dach eingedrungenes Wasser hatte im obersten Stockwerk bereits Decken einstürzen lassen und auch in den Prachträumen im ersten Obergeschoss zu Schäden geführt. Im Erdgeschoss ist zudem aufsteigende Feuchte ein Problem. Außerdem trugen Diebstähle und Vandalismus zum Verlust bzw. zur Zerstörung der Einrichtung bei.
2020 wurde das Castello di Sammezzano von der paneuropäischen Denkmalschutzorganisation Europa Nostra zu einer der sieben am meisten gefährdeten Kulturerbestätten Europas gewählt.
Im April 2022 legte der Parlamentsabgeordnete und Unterstaatssekretär für Kultur Vittorio Sgarbi einen Gesetzentwurf vor, der den Kauf des Schlosses durch den Staat vorsieht. Die Kosten für einen Kauf und die anschließende Sanierung werden auf etwa 60 bis 80 Millionen Euro geschätzt.
Derzeit (2023) ist für die Öffentlichkeit nur der Park zugänglich, nicht jedoch das Innere des Schlosses.

## Beschreibung

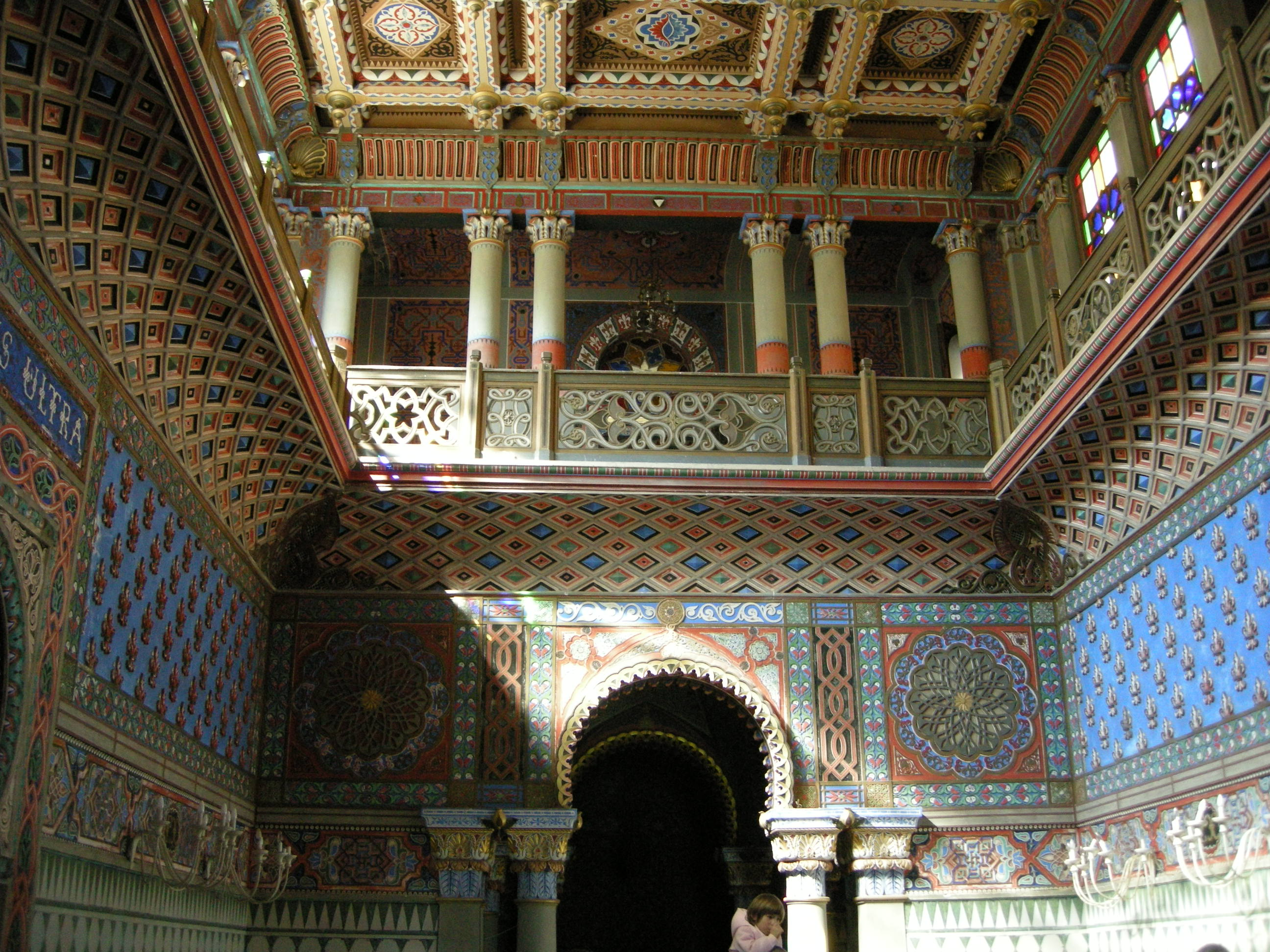
Eingangshalle

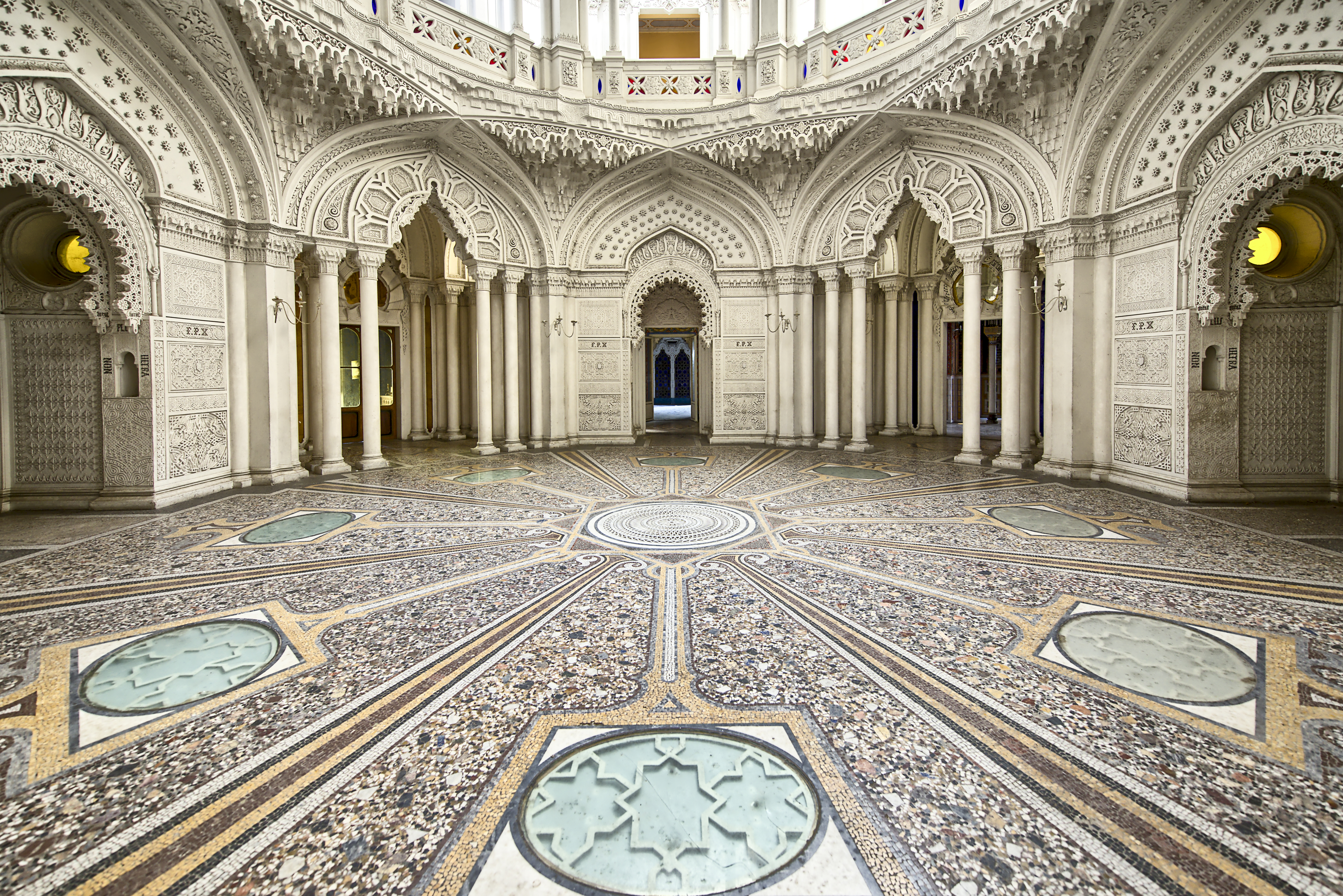
Ballsaal / Sala bianca

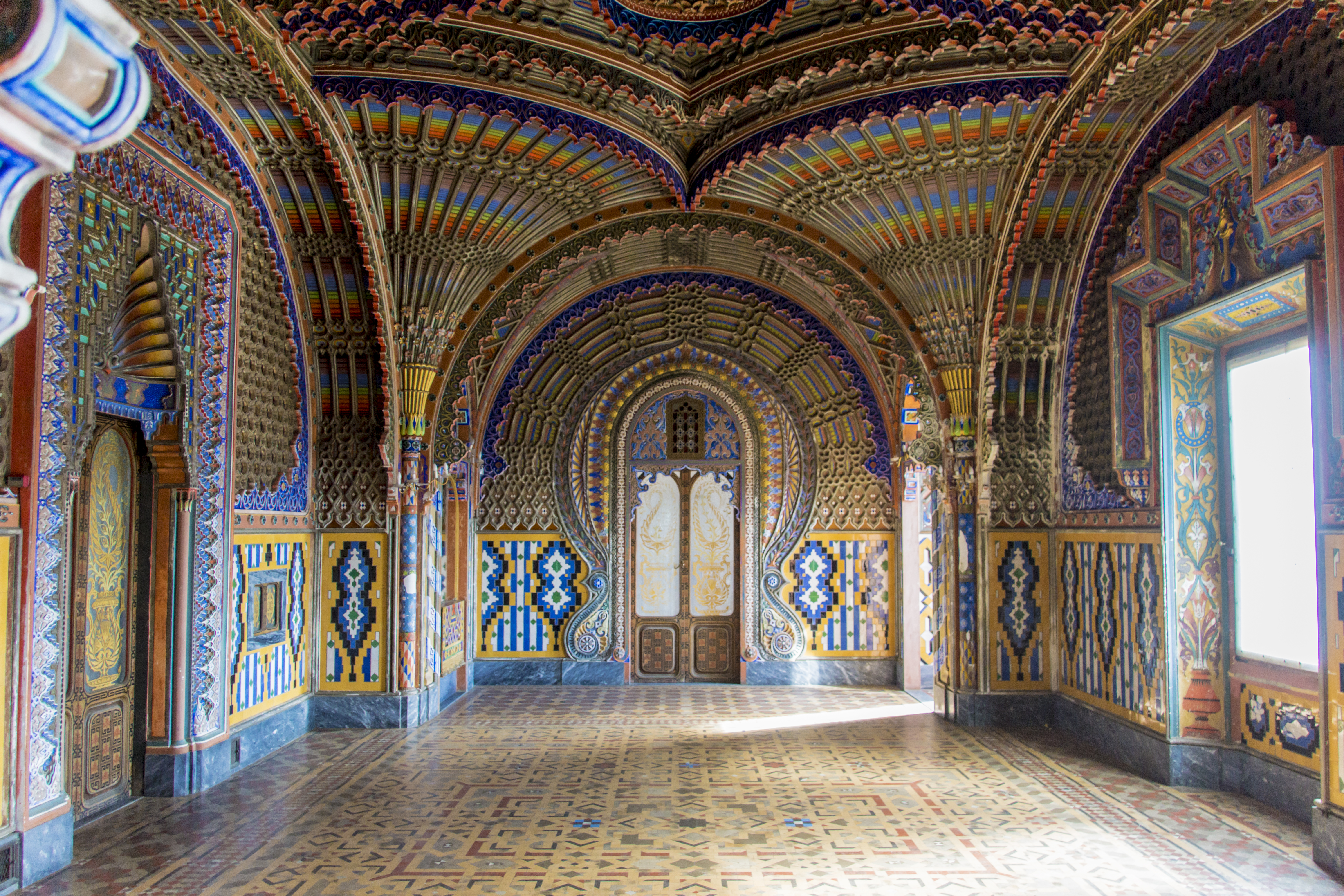
Sala dei pavoni (Pfauensaal)

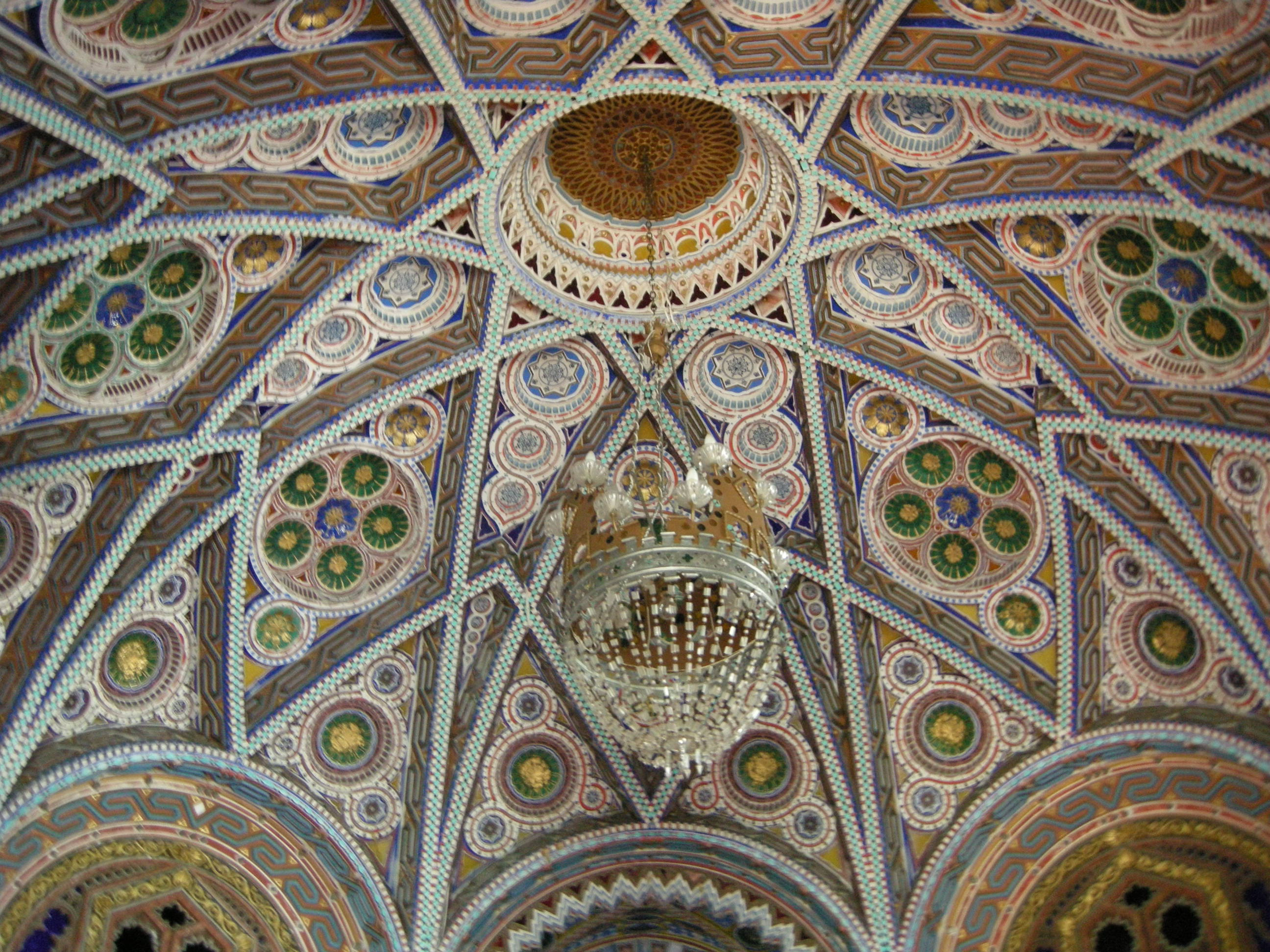
Gewölbe im Ottagono dei piatti spagnoli (Oktogon der spanischen Teller)

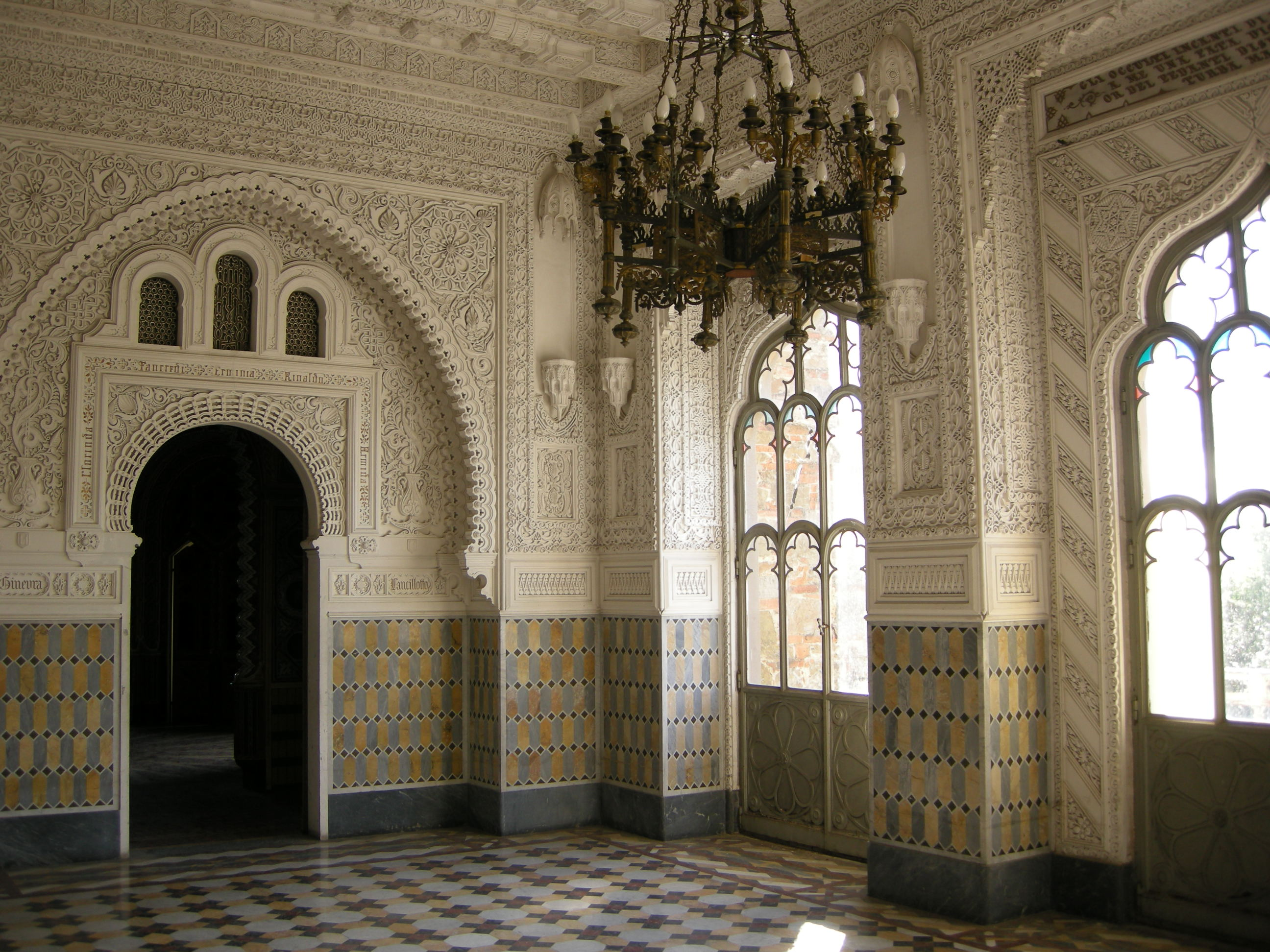
Sala degli Amanti

Das Castello di Sammezzano ist ein dreistöckiger Bau mit annähernd rechteckigem Grundriss und einer Grundfläche von 5430 Quadratmetern (zuzüglich zweier Kellergeschosse, die sich nur unter einem Teil des Schlosses erstrecken). Die genaue Anzahl der Räume lässt sich aufgrund der verschachtelten Anordnung mit zahlreichen Nischen, Galerien und Emporen, die auf den ersten Blick einem Labyrinth ähnelt, nur schwer bestimmen. Verschiedene Quellen nennen eine Zahl von 365 Zimmern – eines für jeden Tag des Jahres. Das Comitato Sammezzano FPXA schreibt von insgesamt 65 Räumen.
Die Außenwände sind mit Ornamenten verziert, aber unverputzt. Die Hauptfassade des etwa 30 mal 65 Meter großen Gebäudes ist nach Nordosten ausgerichtet und schließt oben mit einem Kranz polygonaler Zinnen ab. Eine geschwungene, symmetrische Freitreppe führt zunächst zu einem Iwan, über dem sich ein mehrstöckiger Turm mit einer kleinen Aussichtsplattform an der Spitze erhebt. Vom Iwan gelangt man in eine kleine Vorhalle im ersten Obergeschoss und schließlich in die eigentliche Eingangshalle. Alternativ kann man auch den ebenerdigen Eingang benutzen, von dem ein kleines Treppenhaus ebenfalls in die Vorhalle führt.
Die gegenüberliegende, talseitige Fassade besitzt einen oben halbkreisförmig abschließenden Mittelrisalit. Sowohl dieser Risalit als auch der Turm an der Hauptfassade tragen je ein großes Zifferblatt. Die Uhr an der nordöstlichen Hauptfassade hat lediglich einen Stundenzeiger, an der Südwestfassade ist der Zeiger sogar nur aufgemalt.
Im Erdgeschoss waren Technikräume und die Zimmer der Bediensteten untergebracht. Im zweiten Stock befanden sich die Privaträume des Marquis und seiner Familie.
Im Gegensatz zu den vergleichsweise schlichten Räumen im Erdgeschoss sind die Räume im ersten Stock, dem Piano nobile, ausgesprochen prächtig ausgestattet, wobei kein Raum dem anderen gleicht. Einige Räume erstrecken sich bis in das oberste Stockwerk.

### Die einzelnen Räume im 1. Obergeschoss (Auswahl)
In der Mitte des Castello di Sammezzano befindet sich eine ca. 8 × 12 Meter große, zweistöckige Eingangshalle, die sich entlang der Symmetrieachse erstreckt und das Schloss in einen Nordwest- und einen Südostflügel teilt. Ursprünglich befand sich an dieser Stelle ein offener Innenhof. Die Halle besitzt eine Kassettendecke, die mit den Familienwappen der Vorfahren des Bauherren bemalt ist, und im zweiten Obergeschoss eine umlaufende Galerie. Als Vorbild für diese Eingangshalle nennt Braga den Palazzo Farnese in Rom. Über den beiden Seitentüren prangt jeweils die Inschrift „NON PLUS ULTRA“ („Nichts darüber hinaus“), eine Anspielung an den Wappenspruch Plus Ultra des Kaisers und spanischen Königs Karl V. Die gleiche Inschrift findet sich mehrfach auch noch im Sala Bianca (siehe unten).
Von der Eingangshalle aus gelangt man geradeaus in den quer dazu angeordneten, etwa 7 × 13 Meter großen Sala dei gigli (Liliensaal). Dieser Saal hat seinen Namen von den blauen Säulen mit den aufgemalten goldfarbenen Lilien, die an der Spitze zusätzlich einen Halbmond tragen. Die Enden des Raumes sind einstöckig. Über dem Mittelteil wölbt sich eine quadratische Kuppel mit zahlreichen farbigen Glaselementen.
Wendet man sich von der Eingangshalle aus nach links (Richtung Südosten), so gelangt man zunächst in den Salla delle Stelle (Saal der Sterne). Der teilweise einstöckige, teilweise zweistöckige Raum mit einer Grundfläche von 7,5 mal 4 Metern hat seinen Namen aufgrund der zahlreichen sternförmigen Buntglasfenster. An den sich gegenüberliegenden Seitenwänden befinden sich die Inschriften „TODOS CONTRA NOS“ („alle gegen uns“) bzw. „NOS CONTRA TODOS“ („wir gegen alle“), die auf König Philipp II. von Spanien zurückgehen, den Sohn Karls V. Über der Tür zur Eingangshalle steht „virtus in medio“ („Die Tugend befindet sich im Zentrum“) geschrieben, weshalb der Saal auch Sala del Virtus in medio genannt wird.
Der daran anschließende achteckige, ganz in weiß gehaltene Ballsaal mit etwa 11 Meter Durchmesser (Sala Bianca) bildet das Zentrum des Südostflügels. Er besitzt eine große Kuppel mit einem Tambour, dessen Oculi den Raum belichten. In der Kuppel sind acht lateinische Begriffe zu lesen: „Fortitudo“ (Tapferkeit), „Misericordia“ (Barmherzigkeit), „Clementia“ (Milde), „Temperantia“ (Mäßigung), „Pax“ (Friede), „Prudentia“ (Klugheit), „Justitia“ (Gerechtigkeit) und „Libertas“ (Freiheit). Im zweiten Obergeschoss befindet sich eine umlaufende Galerie. Die im 2. Obergeschoss um den Weißen Saal herum angeordneten Räume dienten in den 1970er Jahren als Hotelzimmer. In der Mitte des Saals ist in den Fußboden ein kreisförmiges weißes Gitter eingelassen, das eine Verbindung mit dem darunter liegenden Raum im Erdgeschoss darstellt. Dort steht eine große Palme aus Terrakotta, aus der Wasser nach oben bis durch das Gitter sprudeln kann. An den Wänden des Saals sind an verschiedenen Stellen die Initialen des Bauherren F.P.X. (Ferdinando Panciatichi Ximenes) sowie das Wappen der Familie Ximenes d’Aragona angebracht. Eine weitere Anspielung an die Abstammung des Bauherrn ist die Inschrift „Fiero sangue d’Aragona nelle vene a me trascorre“ („Stolzes Blut von Aragon fließt durch meine Adern“), ein Zitat aus der Oper Ernani von Giuseppe Verdi. Es steht mitsamt den zugehörigen Noten über einem Türbogen.
In der Ostecke des Gebäudes befindet sich der achteckige Spiegelsaal (Ottagono degli Specchi), wegen der schmetterlingsförmigen Dekorationen an der Wand auch Sala delle Farfalle (Schmetterlingssaal) genannt. Die Kuppel besteht aus zahlreichen Muqarnas mit kleinen Spiegeln an den Spitzen, damit das Tageslicht und vor allem nachts das Kerzenlicht den Raum vollständig erhellen können.
Gegenüber, in der Südecke, befindet sich der ebenfalls achteckige ehemalige Raucherraum. In die Decke ließ Marquis Ferdinando Panciatichi eine für die damalige Zeit hochmoderne Lüftungsanlage einbauen, um eine Ausbreitung des Rauchs in die anderen Räume des Schlosses zu verhindern. Wegen der ausgeprägten goldfarbenen Bemalung der Stuckelemente wird dieser Raum auch Ottagono Dorato (Goldenes Oktogon) genannt.
Zwischen diesen beiden Räumen erstreckt sich entlang der südöstlichen Schmalseite des Schlosses die 12 × 5 Meter große Galleria dei Stalattiti (Galerie der Stalaktiten). Sie wird von zwei Bögen in drei einzelne Räume geteilt, von denen jeder von einer kleinen Kuppel überkrönt ist. Dieser Raum wurde nach den zahlreichen, bunt gefassten Muqarnas benannt.
Nordwestlich schließt sich an den Raucherraum der Corridoio Bianco (Weißer Korridor) an, auch Galleria dei Vasi (Galerie der Vasen) genannt. Der ältere Name rührt daher, dass diese Galerie früher mit zahlreichen Objekten ausgestattet war, darunter eben große Vasen. An den Stirnseiten des Korridors befinden sich jeweils die lateinischen Inschriften „NODUM“ bzw. „SOLVE“ („Nodum solve“ = „Löse den Knoten“, im übertragenen Sinne auch „Löse das Rätsel“).
Verlässt man den Liliensaal Richtung Nordwesten, so gelangt man zunächst in den etwa 5 × 6 Meter großen Sala del Giuramento (Saal des Schwures). Er ist nach dem alten Schwur der Adligen von Aragon benannt, der als Wandinschrift über dem Kamin zu lesen ist (siehe unten).
Der farbenprächtigste und vermutlich bekannteste Raum des Schlosses ist der einstöckige Sala dei pavoni (Pfauensaal) im Nordwestflügel, benannt nach den Gewölbebögen aus buntem Stuck, die an Pfauenfedern erinnern. Ursprünglich war er Esszimmer. 2016 wurde die Decke des Pfauensaals von der BBC zu den zehn schönsten Decken der Welt gezählt. Der untere Teil der Wände ist bunt gekachelt. Ein grauer Marmorsockel bildet den Übergang zum Fußboden aus Majolika-Fliesen.
Im Uhrzeigersinn folgt in der westlichen Ecke des Schlosses der achteckige Sala dei piatti spagnoli (Saal der spanischen Teller), in dessen Gewölbe etwa 200 Teller und Schüsseln spanischer Herkunft eingearbeitet wurden.
Der Sala degli Amanti (Saal der Liebenden) wurde erst Ende der 1870er Jahre im Zuge des Umbaus geschaffen. Ursprünglich war hier eine große Terrasse mit Blick über das Tal des Arno. Der Raum ist im unteren Bereich grau und gelb gefliest, ansonsten aber ganz mit weißem Stuck ausgekleidet. Er ist der hellste Raum des Schlosses und diente dem Marchese als Skriptorium. In den Stuck sind die Namen berühmter Liebespaare aus der höfischen Literatur eingearbeitet, darunter Tristan und Isolde, Lancelot und Guinevere sowie Clorinda und Tankred. Darüber hinaus sind auch in diesem Raum mehrere italienische und lateinische Inschriften zu finden, etwa „Gracchi me sibilant at mihi plaudo“ („Die Gracchen zischen mich an, (aber) ich applaudiere mir selbst“) oder „Est aliquid delirii in omni magno“ („Es ist etwas Verrücktes in jedem Großen (Mann)“) – eine Anspielung auf den Bauherrn selbst.
In der nördlichen Gebäudeecke gibt es eine Hauskapelle – trotz der antiklerikalen Einstellung des Marchese. Auch in dieser christlichen Kapelle sind Elemente des Islam zu finden. So ähnelt die Nische, in der der Altar steht, einem Mihrāb, und hinter dem Altar sind an der Wand die Worte „Dio è Grande“ („Gott ist groß“) zu lesen, entsprechend dem arabischen „Allāhu akbar“. Der Tabernakel wird von einer orientalisch anmutenden Kuppel bekrönt. Über der Tür des Tabernakels ist das Auge der Vorsehung dargestellt.
Im Zentrum des Nordwestflügels, etwa symmetrisch zur Weißen Halle gelegen, befindet sich der etwa 7 × 10 Meter große Sala Bizantina (Byzantinischer Saal), den Ferdinando Panciatichi als Bibliothek nutzte.

### Stilistische Einordnung

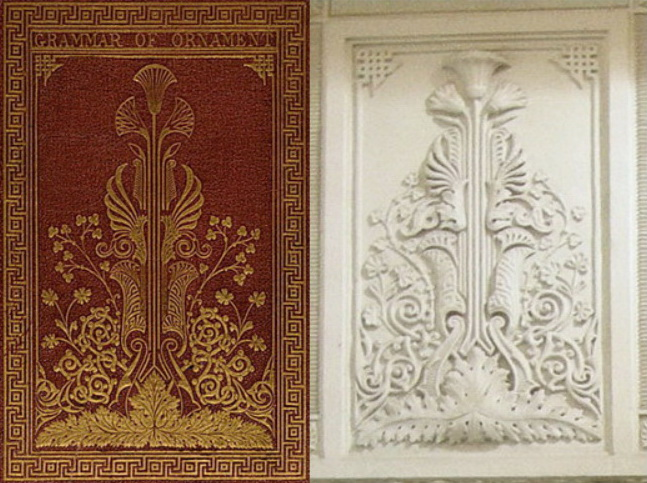
Vergleich des Buchdeckels von Grammar of Ornament mit dem Stuckrelief im Castello di Sammezzano

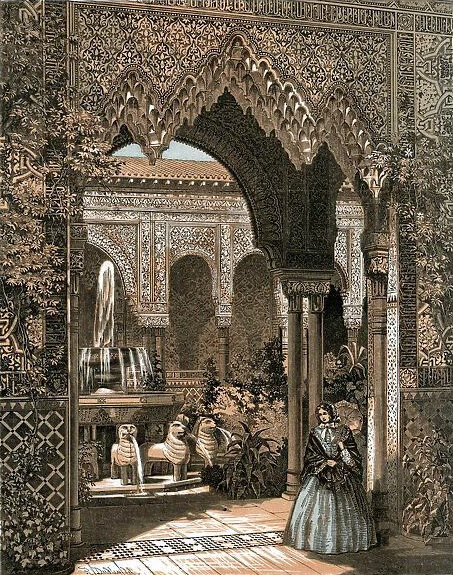
Eingang zum Alhambra Court im Crystal Palace in London

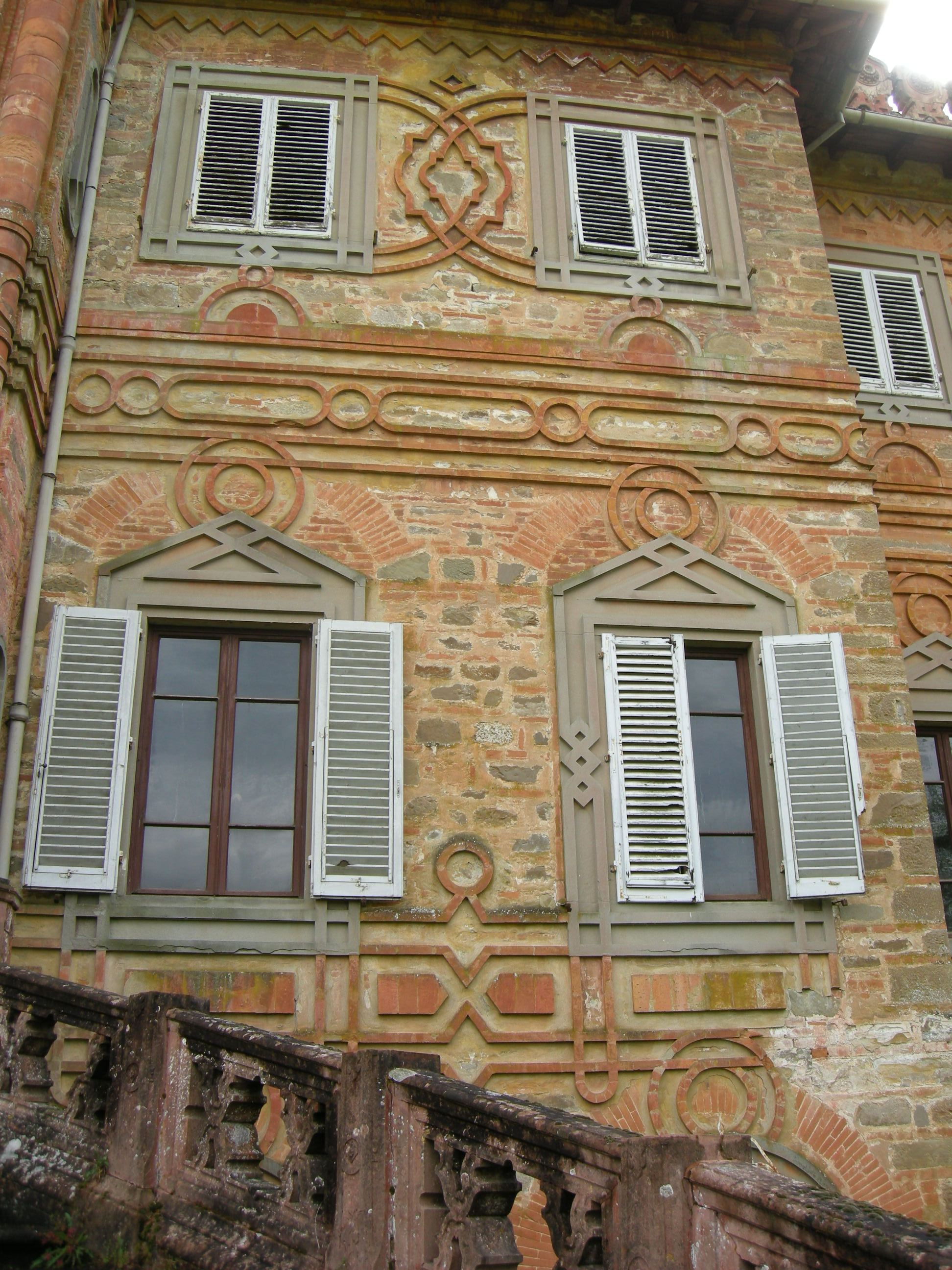
Fenster in der Hauptfassade

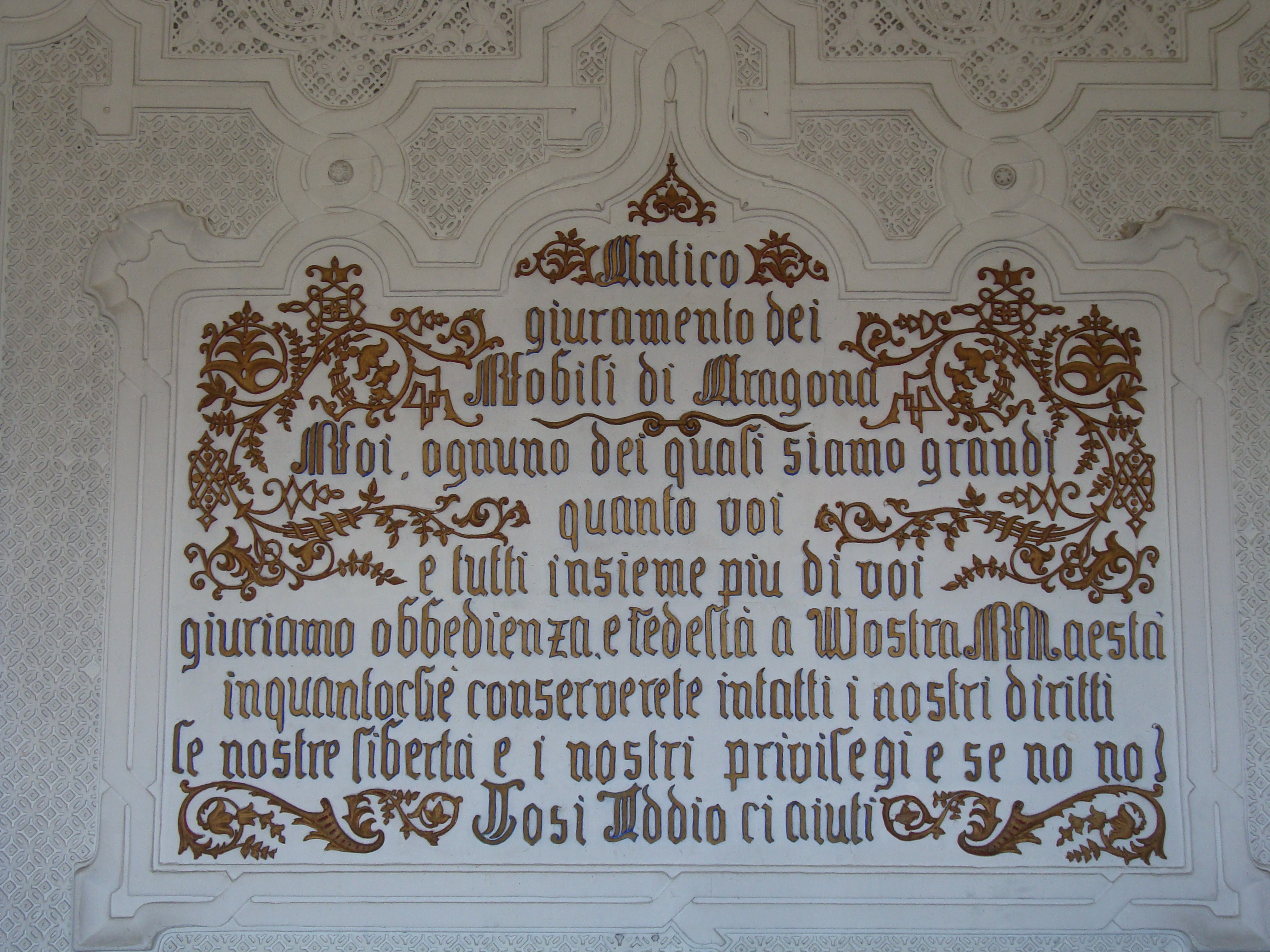
Der Schwur der Adeligen von Aragon

Das Innere des Castello di Sammezzano wird oft mit der Alhambra in Granada verglichen. Die Architektur des Palastes ist allerdings eine Mischung verschiedener Stilrichtungen. Es finden sich andalusische, ägyptische, türkische, persische und mamlukische Einflüsse und solche aus dem Mogulreich, aber auch aus Italien und England (etwa das Fächergewölbe im Pfauensaal). Dabei wurden die Vorbilder von Ferdinando Panciatichi Ximenes d’Aragona jedoch nie einfach nur kopiert, sondern angepasst und neu kombiniert, so dass dadurch wieder etwas Neues und Eigenständiges entstand. Das Schloss kann also auch dem Eklektizismus zugerechnet werden. Ferdinando war selbst allerdings niemals im Orient oder auf der Iberischen Halbinsel. Vielmehr bezog er seine gesamte Inspiration aus Büchern, Fotografien sowie aus einem Besuch im Crystal Palace in Sydenham im Jahr 1864, wo er den Alhambra Court von Owen Jones besichtigte, eine etwas verkleinerte Kopie des Löwenhofs und einiger anderer Räumlichkeiten der Alhambra. Ab den frühen 1850er Jahren, also etwa zur gleichen Zeit, als Ferdinando den Umbau des Schlosses in Angriff nahm, begann er auch mit dem Aufbau einer umfangreichen Bibliothek über Orientalistik und Islamische Architektur. Eine wichtige Quelle der Inspiration war für ihn Joseph-Philibert Girault de Prangeys Essai sur l’architecture des arabes, von dem er 1852 ein Exemplar erwarb. Ein dort abgebildeter hufeisenförmiger Bogen aus der Kathedrale von Tarragona wurde beispielsweise das Vorbild für die Seitentüren der Eingangshalle, während der Saal der Lilien einem Raum aus dem Alcázar von Sevilla nachempfunden ist. Zu den weiteren bedeutenden Werken der Sammlung zählten die zwei Bände der Plans, Elevations, Sections and Details of the Alhambra (1836–1845) von Owen Jones und Jules Goury, welches er 1856 erwarb, das dreibändige Werk España Monumental y Artistica (1842), das er ein Jahr später kaufte, sowie Ludwig von Zanths Abhandlung über die Wilhelma (1855/1856). Das Ornament auf dem Buchdeckel von Jones’ Grammar of Ornament ließ Fernando sogar fast originalgetreu in Stuck nachbilden und links und rechts über einem Durchgang anbringen. Auch im Saal der Lilien finden sich Wandmalereien, die deutlich von Abbildungen aus Grammar of Ornament inspiriert sind. Gleiches gilt für die Dekorationen im Sala Bizantina.
Die deutlichsten Anlehnungen an die Alhambra finden sich in Form der mit Muqarnas verzierten Türbögen in der Galleria dei Stalattiti. Sie sind den Bögen aus dem Korridor nachempfunden, der in der Alhambra den Patio de los Leones (Löwenhof) mit dem Sala de los Abencerrajes verbindet (ein ganz ähnlicher Bogen diente in Owens Alhambra Court als Eingangsportal).
Ferdinando Panciatichi hat jedoch nicht nur verschiedene orientalische Stilelemente zu einem Gesamtkunstwerk vereinigt, sondern auch den ursprünglich toskanischen Ursprung des Gebäudes erkennbar gelassen. Dies ist unter anderem an den Fensteröffnungen zu sehen. Sie erhielten zwar neue Rahmen mit geometrischen Ornamenten, die mit Ziegeln zugemauerten ursprünglichen Bögen über den Fensteröffnungen sind jedoch noch deutlich erkennbar, was eine starke Referenz an den ursprünglich florentinischen Stil darstellt. Auch die Fensterläden sind klar toskanisch.

### Inschriften
Im Schloss sind überall verteilt Inschriften zu finden – teils nur die Initialen des Bauherrn in verschiedenen Variationen, teils kurze lateinische oder italienische Phrasen, teils auch ganze Sätze. Sie alle aufzuführen würde die Grenzen dieses Artikels sprengen. Neben den bereits weiter oben erwähnten Beispielen sollen hier daher nur drei besonders herausragende Texte genannt werden.

#### Galleria dei Stalattiti
In der Galleria dei Stalattiti finden sich zwei längere Inschriften auf Italienisch und Lateinisch, die etwas versteckter angebracht sind. Die italienische Inschrift lautet:

“O voi ch’avete l’intelletti sani mirate la dottrina che s’asconde sotto il velame degli segni strani”

„Erwägt, die ihr begabt seid mit Verstand,

Die Lehre, die mit dünnen Schleiers Hülle

Geheimnisvoller Zeichen sich umwand!“

Es handelt sich um ein Zitat aus Dantes Göttlicher Komödie, bei der lediglich das Wort Verse durch Zeichen ersetzt wurde. Möglicherweise weist dieser Satz auf ein Geheimnis hin, das zwischen den Formen und Farben dieser Galerie verborgen ist. Die zweite, lateinische Inschrift lautet:

“Pudet dicere sed verum est publicani scorta – latrones et proxenetae italiam capiunt vorantque nec de hoc doleo sed quia mala – omnia nos meruisse censeo anno
domini MDCCCLXX”

„Ich schäme mich, das zu sagen, aber es ist wahr: Steuereintreiber, Prostituierte, Räuber und Makler haben Italien gepackt und verschlingen es. Aber nicht darüber trauere ich, sondern weil ich glaube, dass wir die ganzen Übel verdient haben. Im Jahre des Herrn 1870“

Diese Inschrift zeigt unverhohlen die Verbitterung des Marchese nach seinem Ausscheiden aus der Politik drei Jahre zuvor.

#### Sala del Giuramento
Die bekannteste Inschrift ist wahrscheinlich der Schwur der Adeligen von Aragon, der dem Sala del Giuramento seinen Namen gegeben hat und der dort an prominenter Stelle über dem Kamin prangt:

“Antico Giuramento dei Nobili di Aragona

Noi ognuno dei quali siamo grandi

quanto voi

e tutti insieme più di voi

giuriamo obbedienza e fedeltà a Nostra Maestà

inquantoché conserverete intatti i nostri diritti

le nostre libertà e i nostri privilegi e se no no

Così Iddio ci aiuti”

„Der alte Schwur der Adligen von Aragon

Wir sind alle genauso so groß

wie Ihr

und alle zusammen mehr als Ihr

Wir schwören Unserer Majestät Gehorsam und Treue

So lange Ihr unsere Rechte unangetastet lassen werdet

unsere Freiheiten und Privilegien, und wenn nicht, nicht

So wahr uns Gott helfe“

### Park

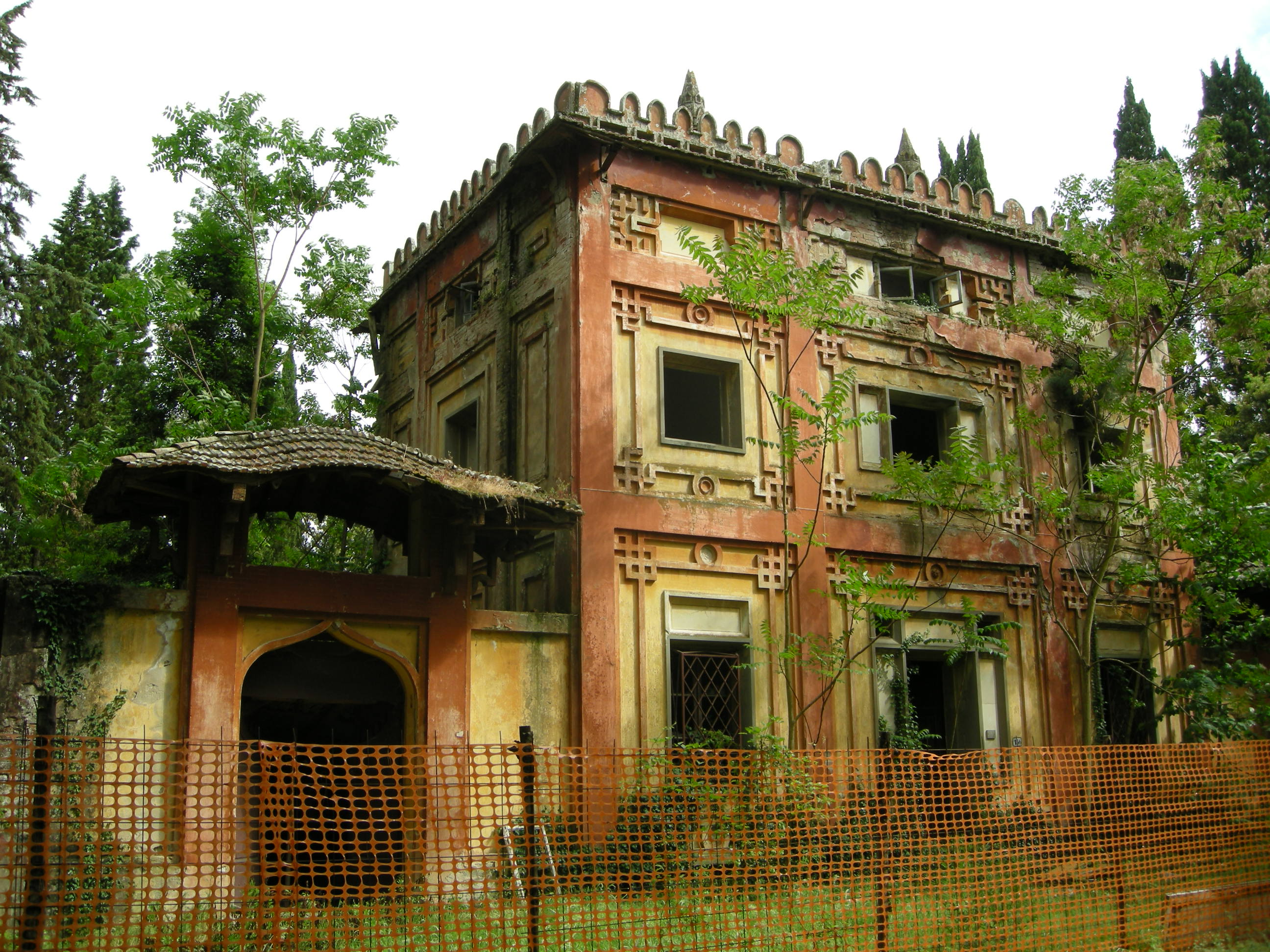
Jagdschloss (Casina di Caccia)

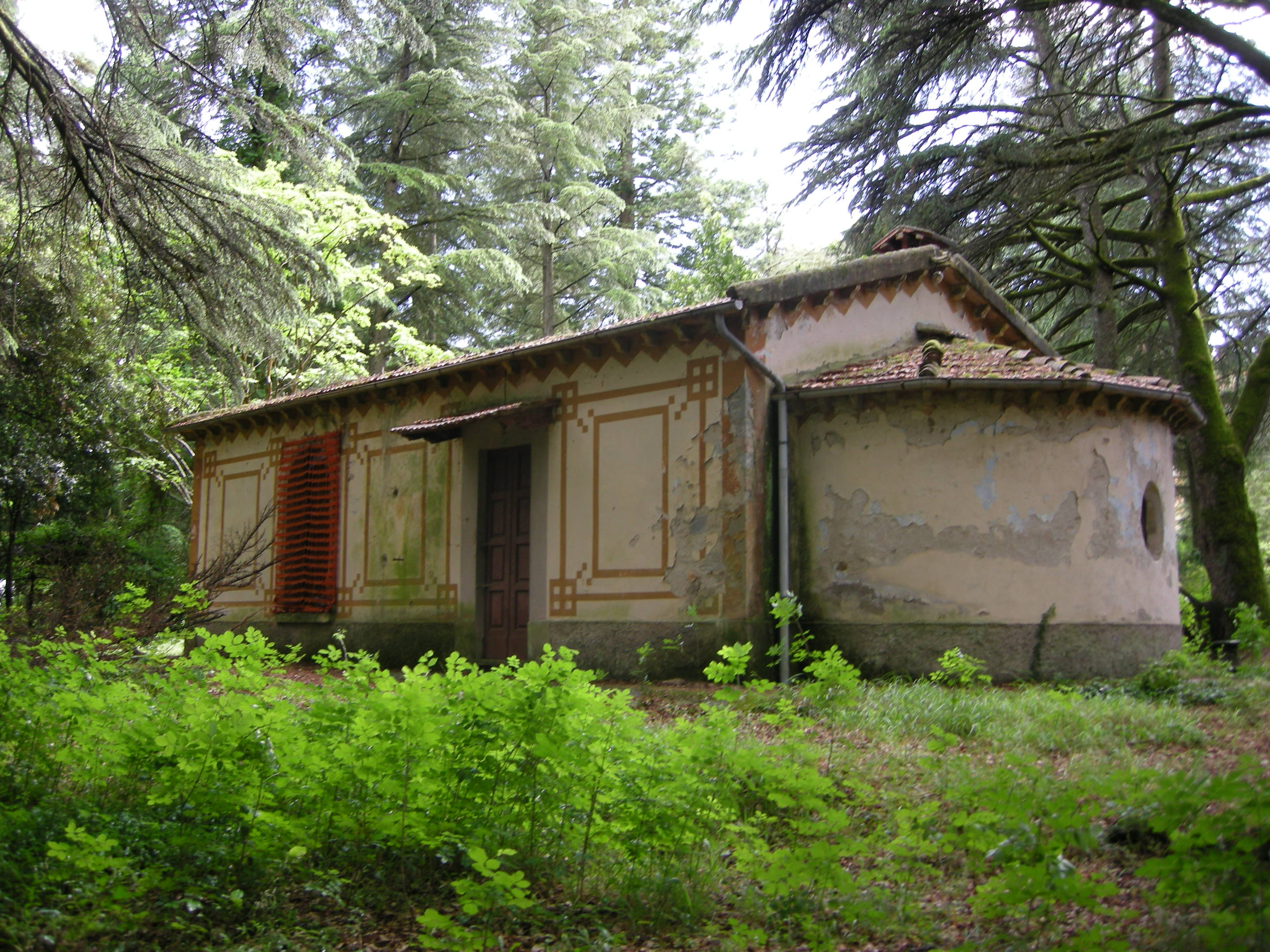
Bar-Restaurant (Casa di ristoro)

Als Ferdinando Panciatichi Ximenes d’Aragona das Schloss und die umgebenden Ländereien erbte, verfügte Sammezzano über einen großen, symmetrisch angelegten italienischen Garten. Panciatichi baute ihn in einen englischen Landschaftsgarten um. In diesem Zusammenhang ließ er auch zwei neue, gewundene Zufahrtsstraßen anlegen. An der Stelle, wo eine dieser Straßen im Verlauf einer Schleife sich selbst kreuzt, wurde eine Brücke errichtet (Standort), die ebenfalls das Motiv des hufeisenförmigen Bogens aufgriff. Diese Brücke ist heute schwer beschädigt und nicht mehr befahrbar.
Der Park rund um das Schloss hat eine Größe von fast 190 Hektar, davon entfallen 65 Hektar auf den historischen Teil. Hier pflanzte der Marchese mindestens 147 Baumarten an, darunter Palmen, Ahorn, Mammutbäume, Wacholder und Steineichen, aber auch Weihrauchzedern (Calocedrus decurrens) und Lawsons Scheinzypressen (Chamaecyparis lawsoniana). Die heimischen Steineichen gaben der Siedlung Leccio unterhalb des Schlosses ihren Namen.
Fernando war der Erste, der Mammutbäume nach Italien brachte und dort akklimatisierte. Heute stehen im Schlosspark über 200 Mammutbäume verschiedenen Alters der Arten Riesenmammutbaum (Sequoiadendron giganteum) und Küstenmammutbaum (Sequoia sempervirens), davon 57 Exemplare mit über 35 Metern Höhe. Es handelt sich um die größte Ansammlung von Küstenmammutbäumen in Italien. Das herausragendste Exemplar ist ein Zwillingsmammutbaum (Standort) mit einem Umfang von 8,4 Metern. Mit einer Höhe von 53,96 Metern ist er der zweithöchste Baum in Italien.
Von den originalen Pflanzen aus dem 19. Jahrhundert sind jedoch viele durch klimatische Einflüsse und unzureichende Pflege verloren gegangen. Erst seit den 1990er Jahren werden wieder neue Pflanzen gepflanzt, allerdings wieder mehr im Stil eines italienischen Gartens.
Auch der Bereich unmittelbar vor der Hauptfassade des Schlosses hat sich in den letzten Jahrzehnten stark verändert: Standen dort noch Mitte der 1970er Jahre zahlreiche Bäume, ist heute nur noch eine große Grasfläche vorzufinden.
Unweit des Schlosses ließ Ferdinando Panciatichi Ximenes d’Aragona an der Stelle eines alten Bauernhauses ein mehrstöckiges Jagdschloss mit 350 m² Gesamtfläche errichten (Standort), das als Gästehaus vorgesehen war. Es war ursprünglich umgeben von einem Garten mit Magnolien, Yuccapalmen und Zitruspflanzen. Unweit davon entstand eine kleine Kapelle, die während der Zeit des Hotels als Restaurant und Bar genutzt wurde (Standort). Beide sind heute allerdings in einem schlechten Zustand. Insgesamt listet die Bekanntmachung der Versteigerung vom 9. Mai 2017 dreizehn Gebäude in unterschiedlichem Erhaltungszustand auf, darunter das Schloss selbst, das Jagdschloss und das Bar-Restaurant, ein Wächterhaus (Standort) sowie die Bauruine der bereits erwähnten Hotelanlage.
Südlich vom Schloss gibt es eine künstliche Grotte (Standort), in der früher eine Venusstatue stand. Außerdem finden sich über den ganzen Park verteilt Kleindenkmale wie eine Voliere, Brunnen, ein Eiskeller, steinerne Sitzgruppen und Ähnliches.

## Bildergalerie

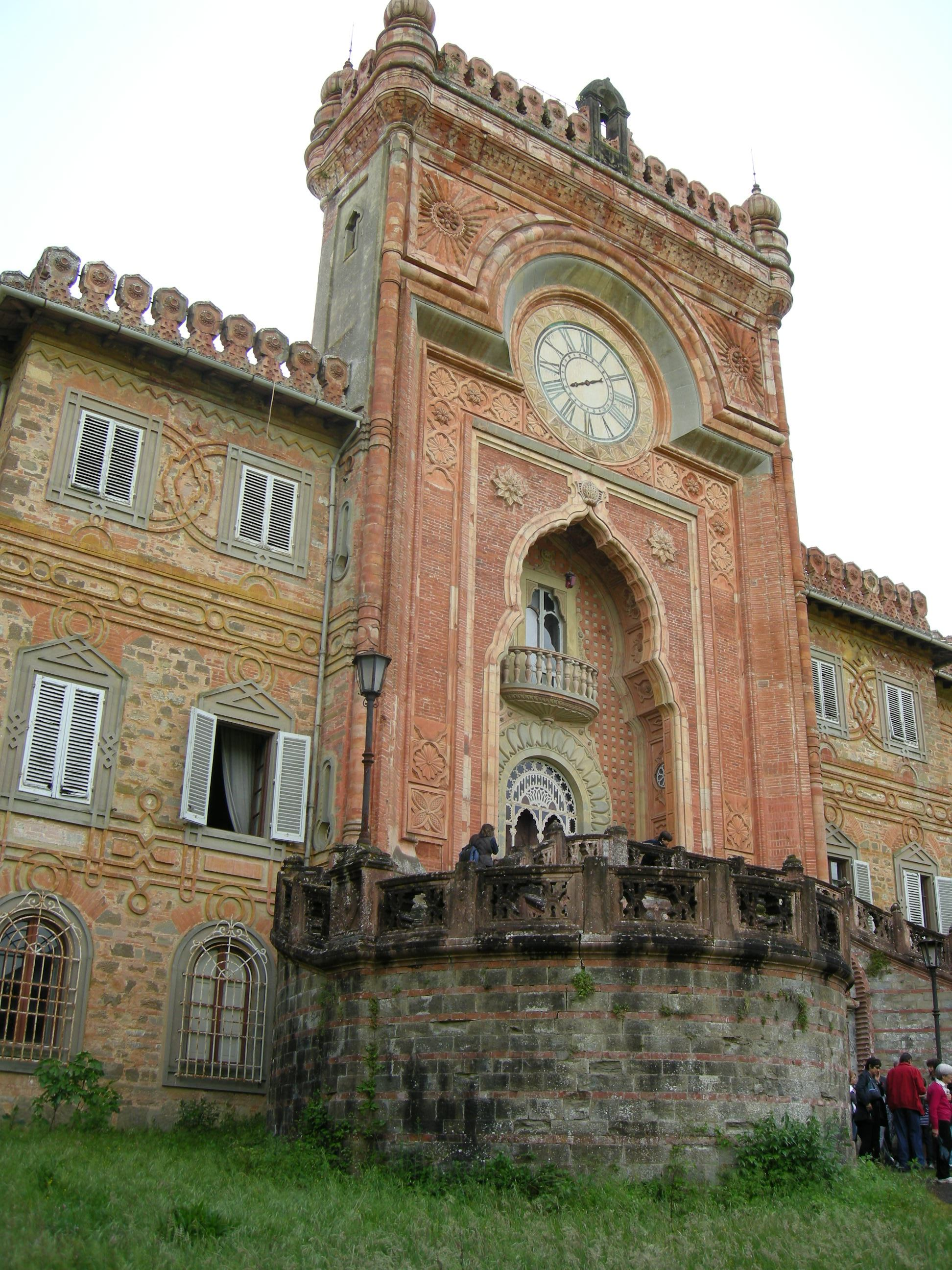
Haupteingang mit Treppe, Iwan und Turm
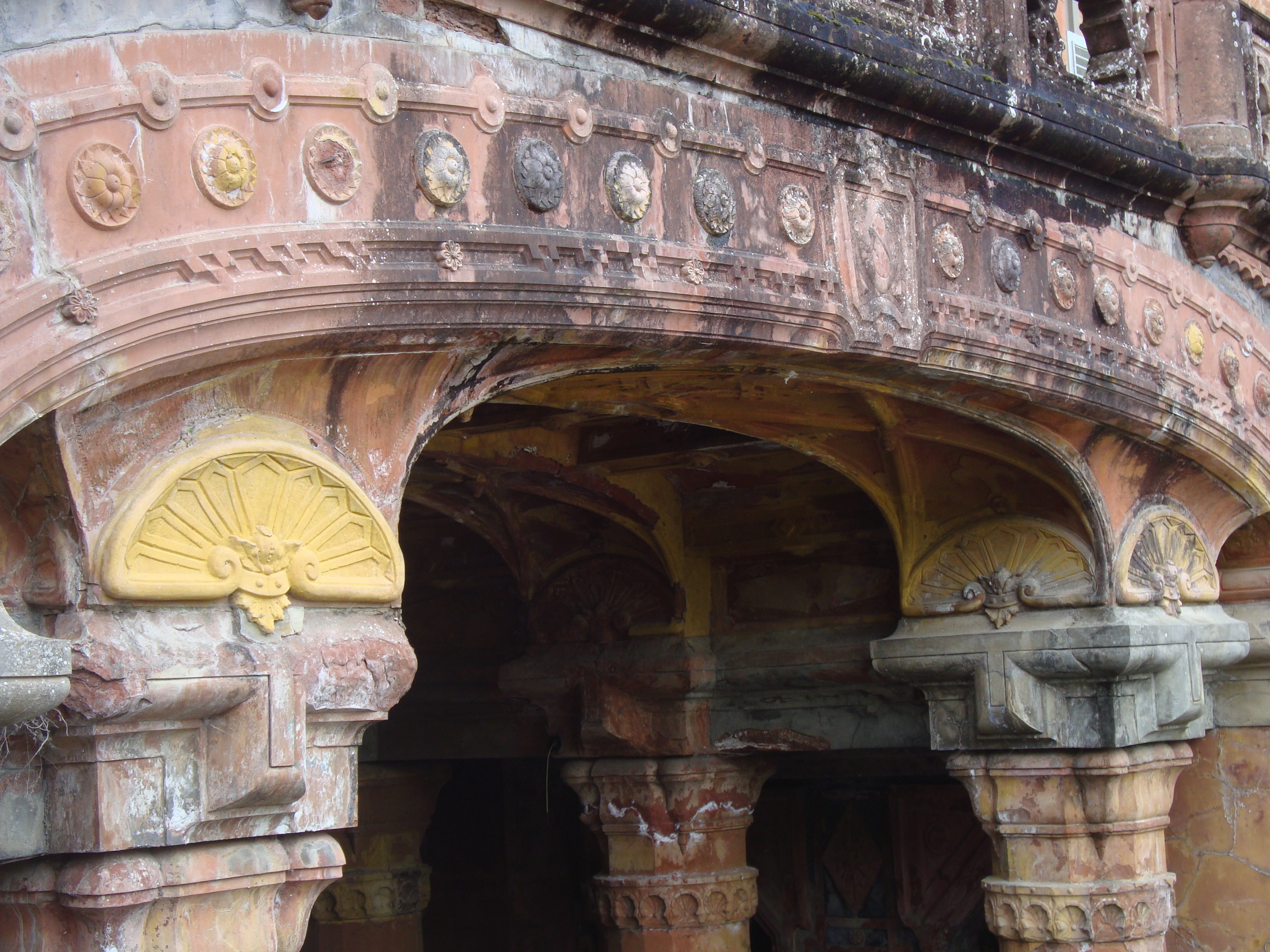
Eingang im Erdgeschoss unter der Freitreppe
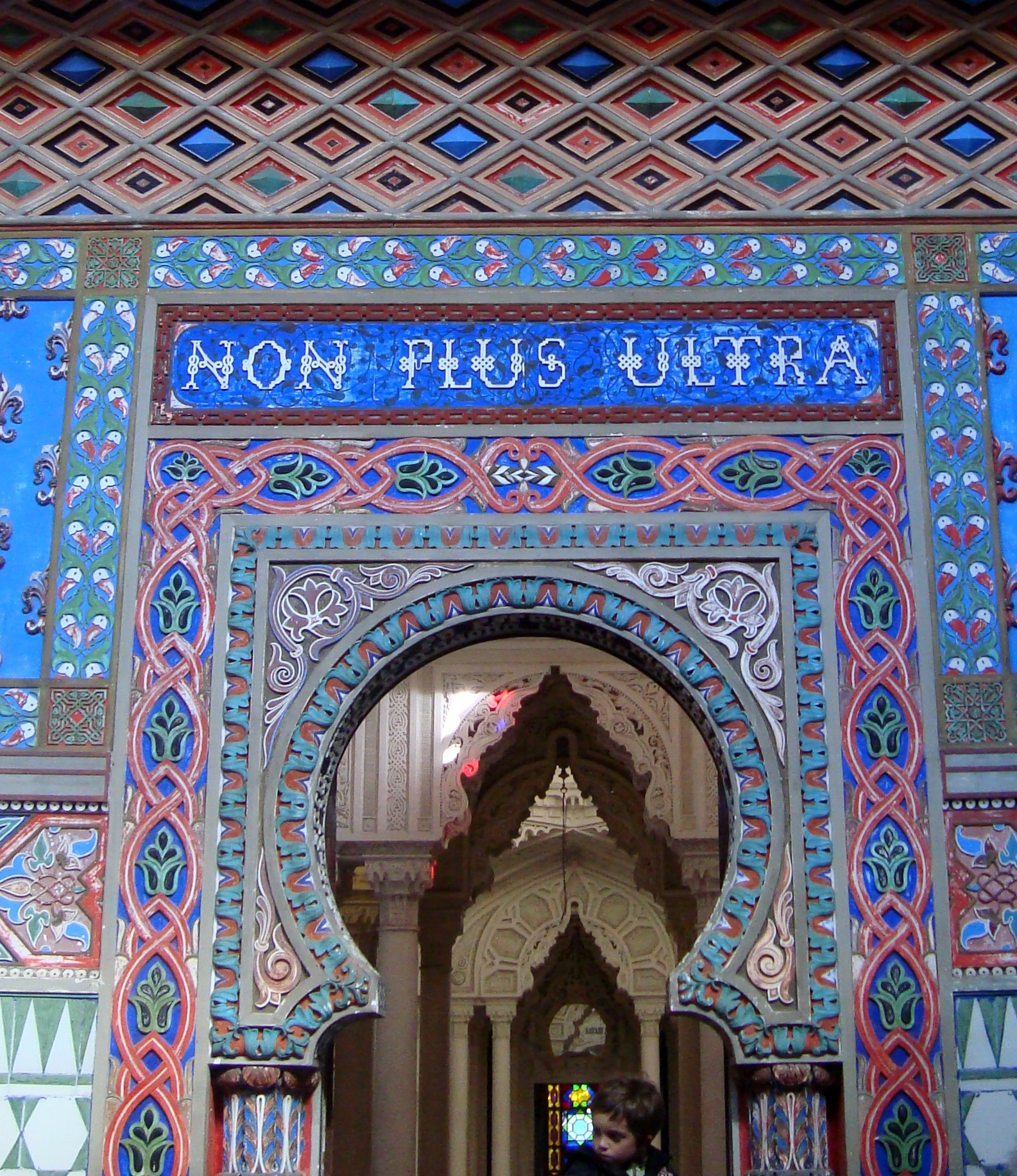
Seitentür der Eingangshalle mit Inschrift „Non Plus Ultra“
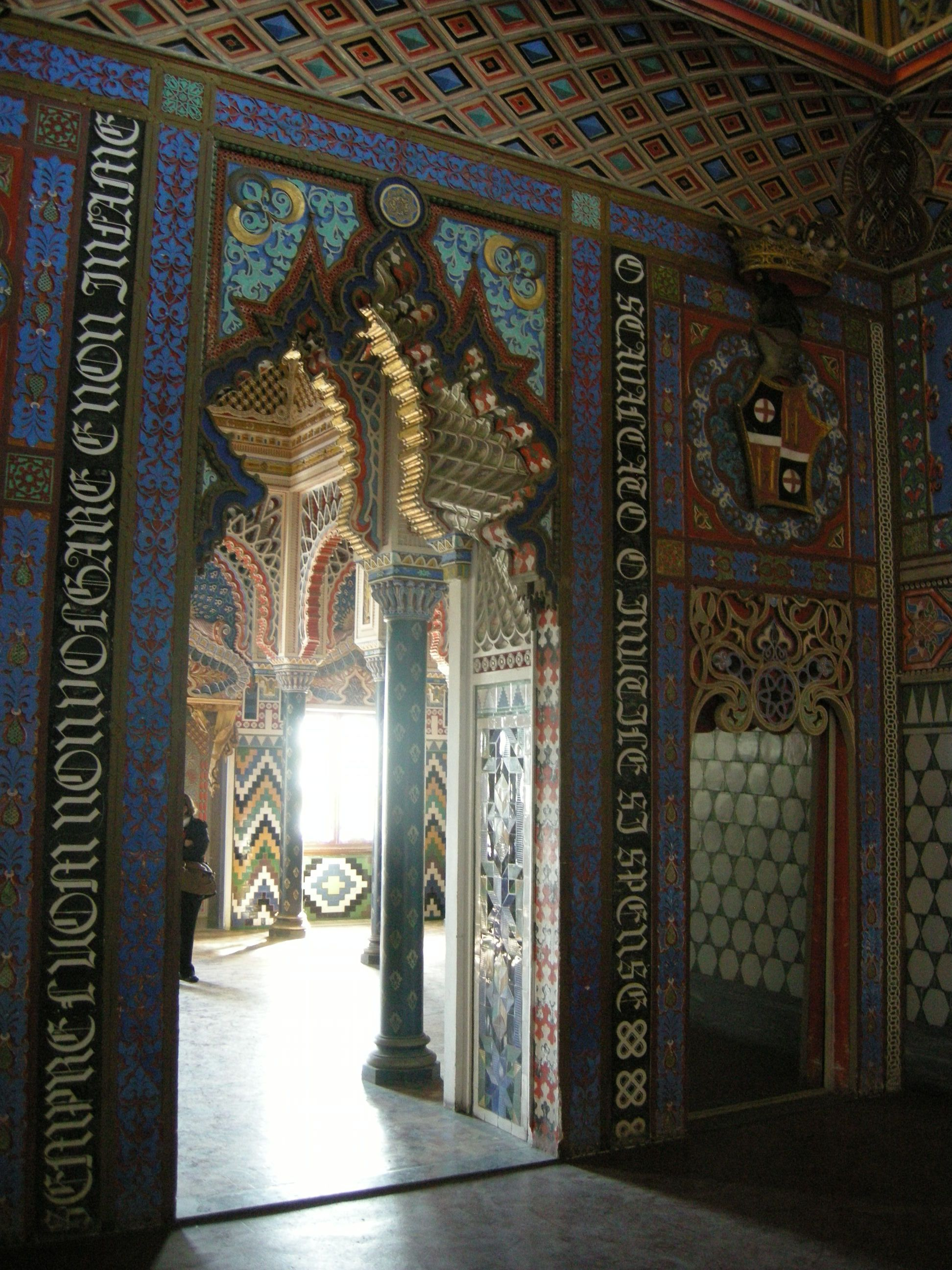
Türöffnung von der Eingangshalle zum Liliensaal
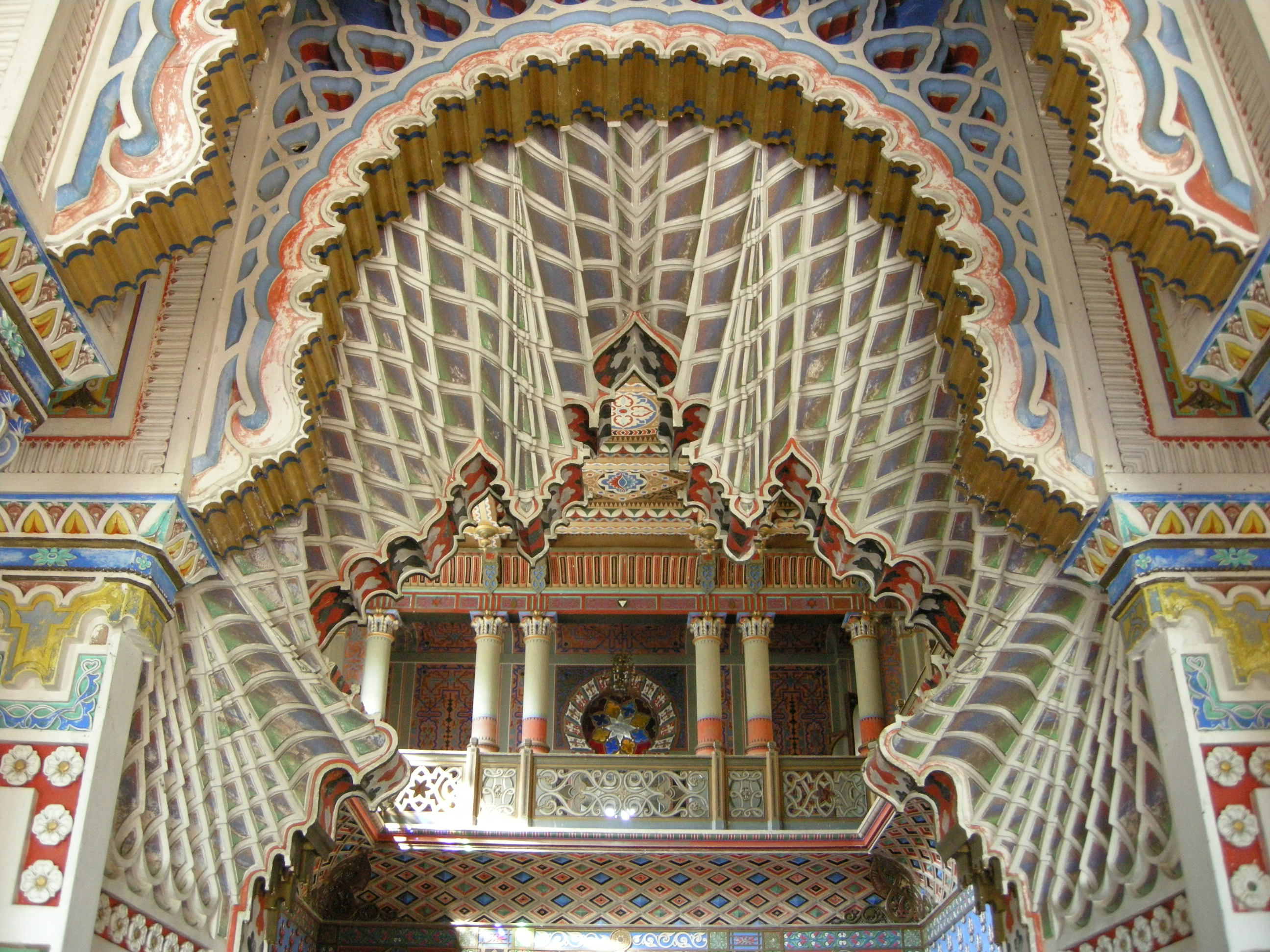
Blick vom Liliensaal in die Eingangshalle
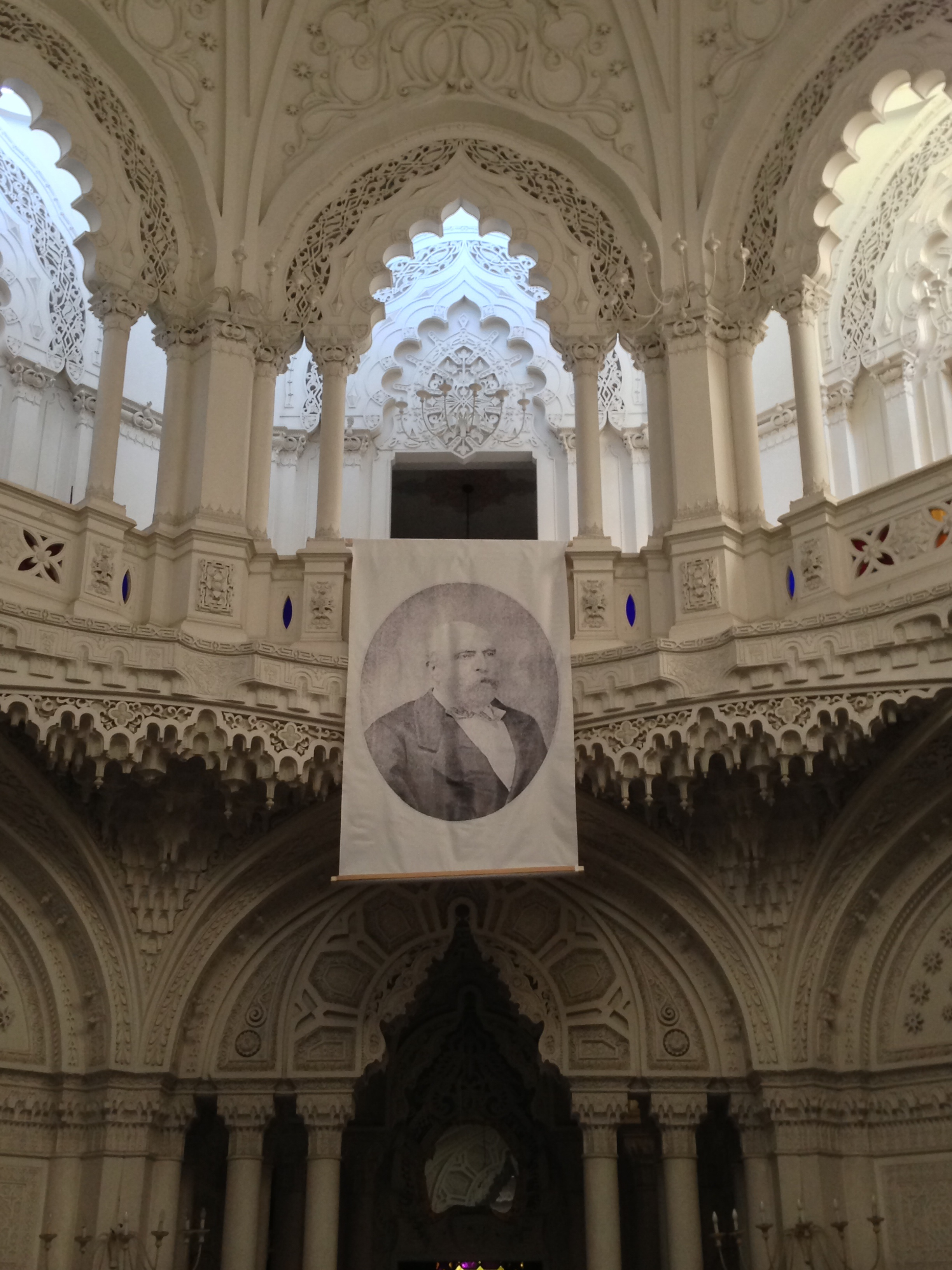
Ballsaal mit einem Porträt von Ferdinando Panciatichi Ximenes d’Aragona (2013)
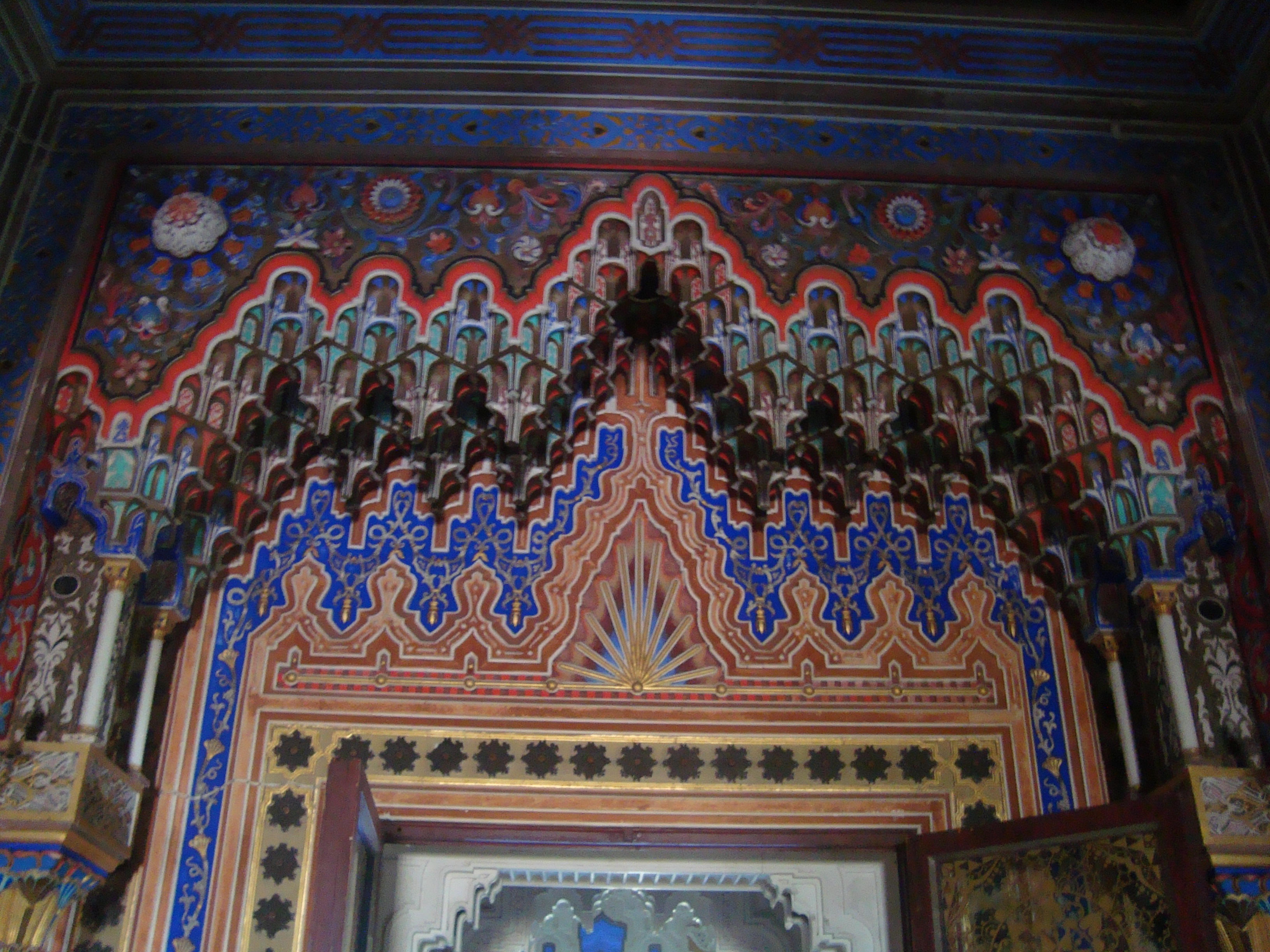
Muqarnas in der Galleria dei Stalattiti
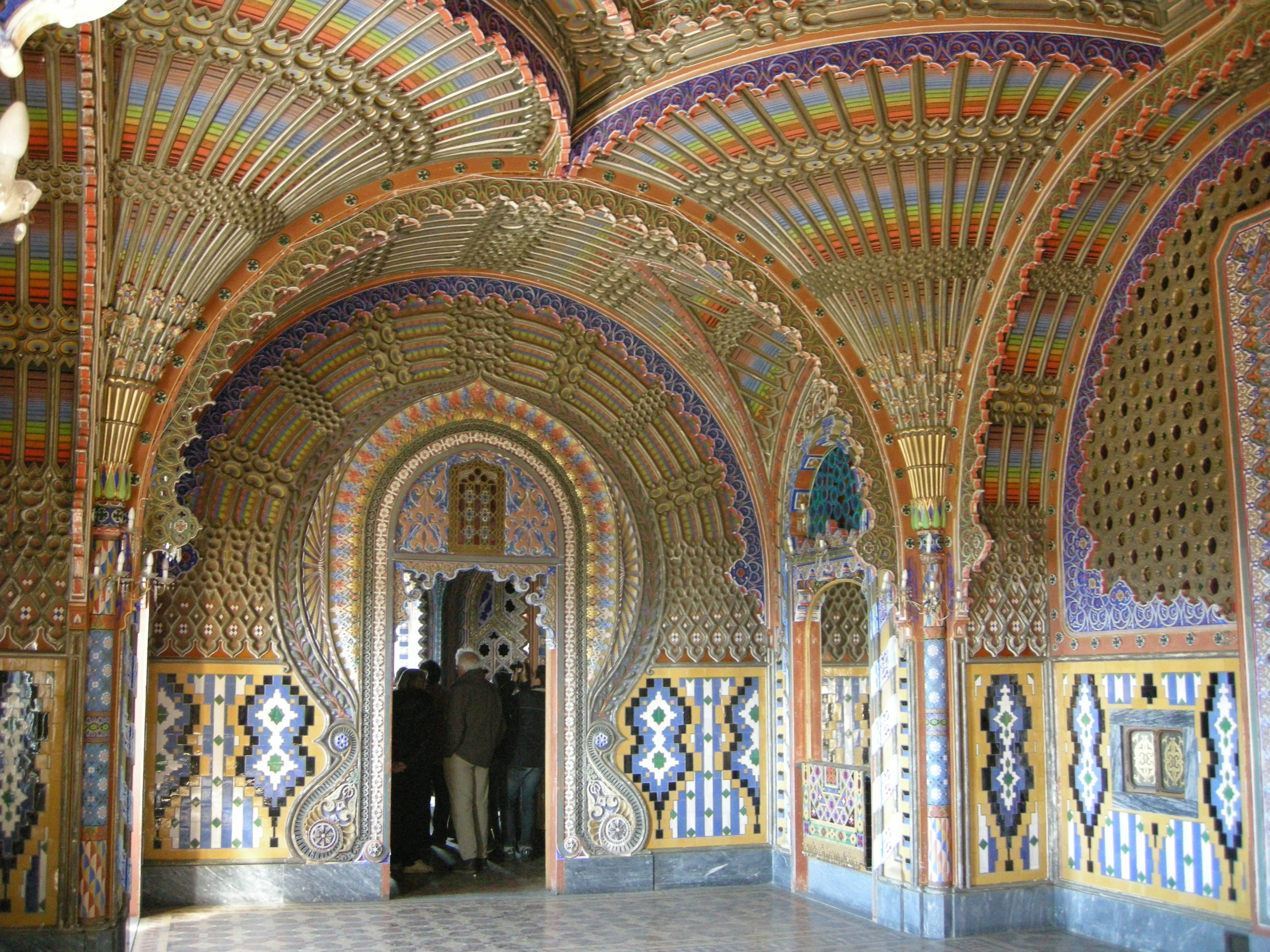
Sala dei pavoni (Pfauensaal)
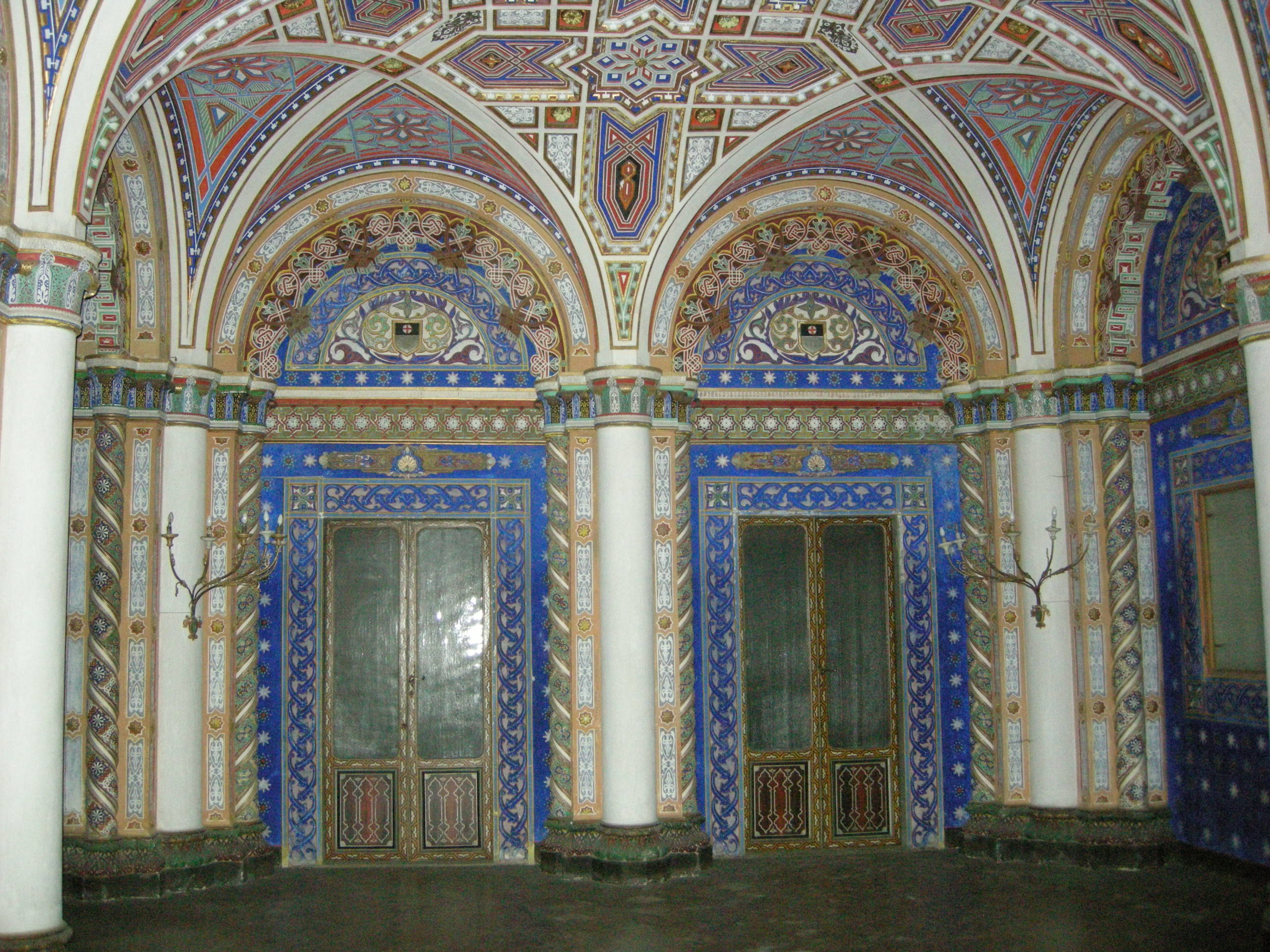
Sala Bizantina (Byzantinischer Saal)
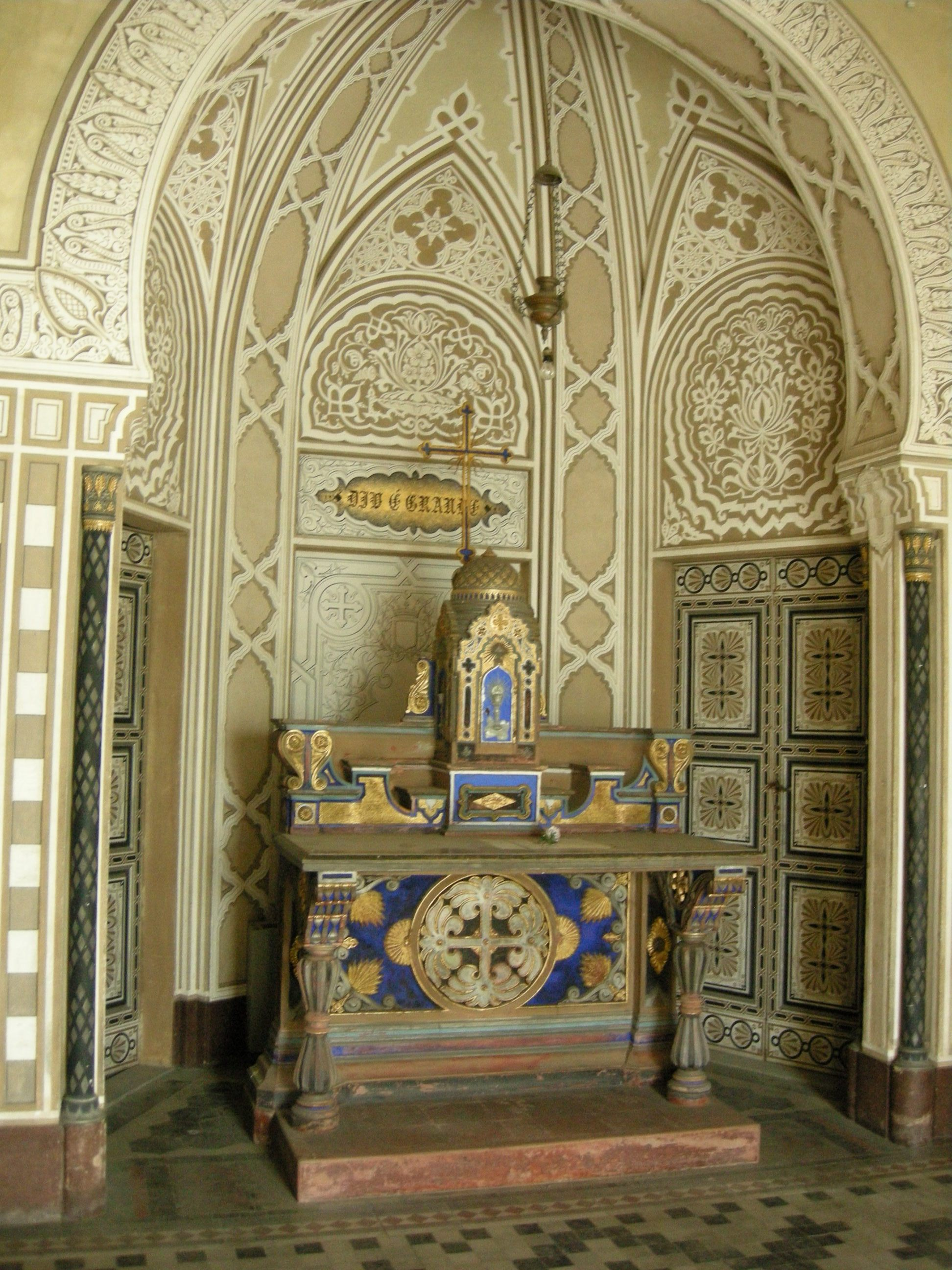
Altar der Kapelle
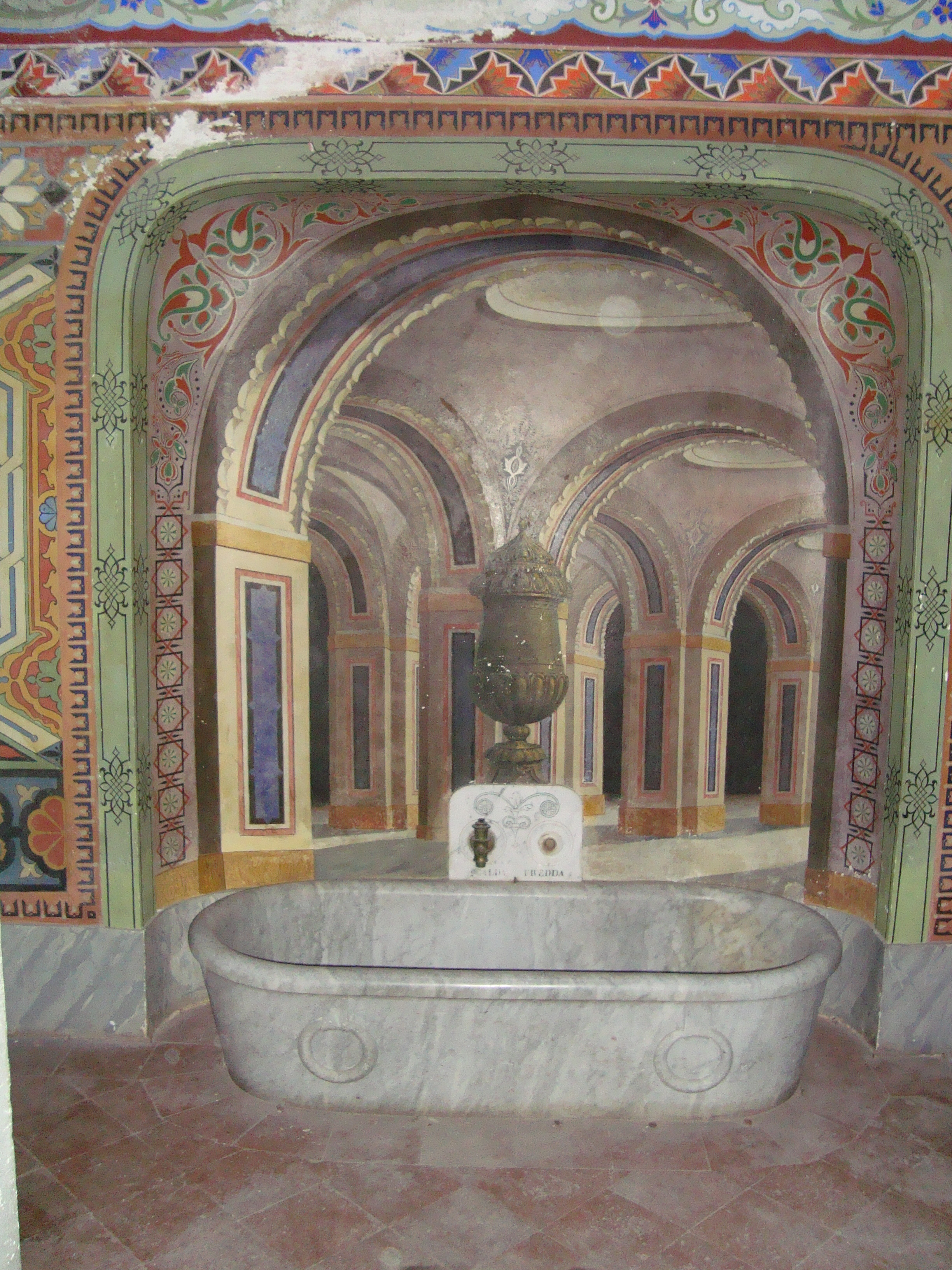
Badezimmer mit Trompe-l’œil-Malerei – der einzige nicht orientalisch ausgeschmückte Raum im 1. OG
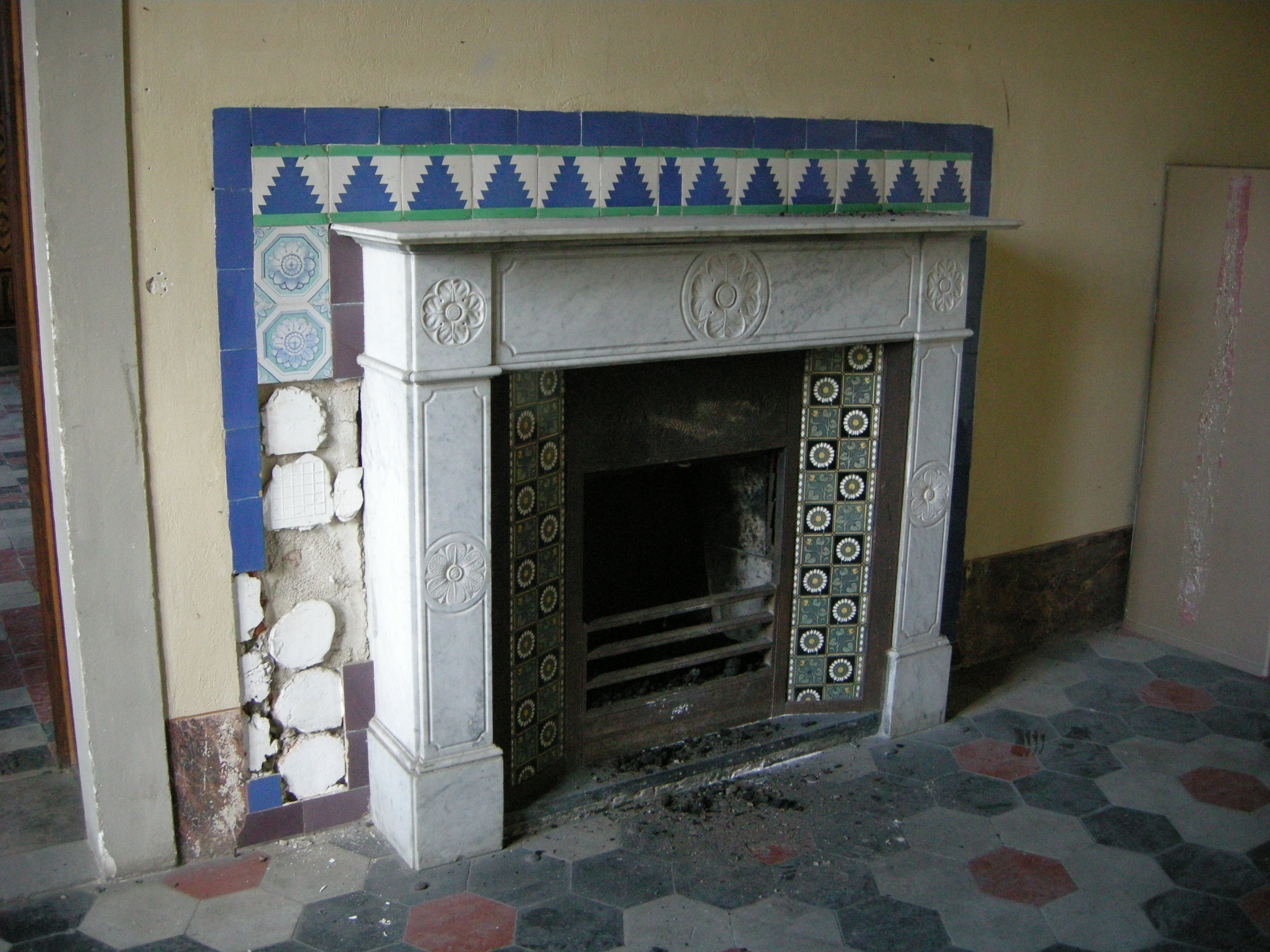
Kamin mit herausgebrochenen Fliesen
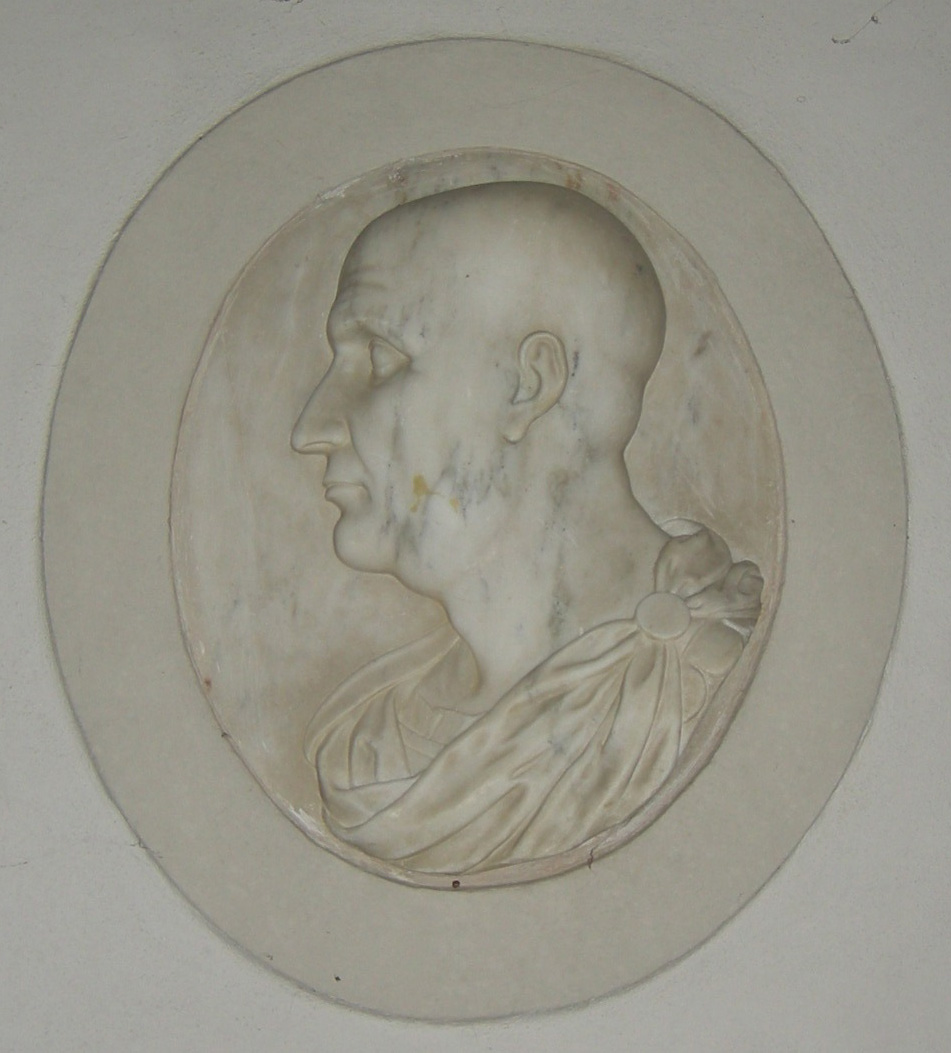
Medaillon im Erdgeschoss
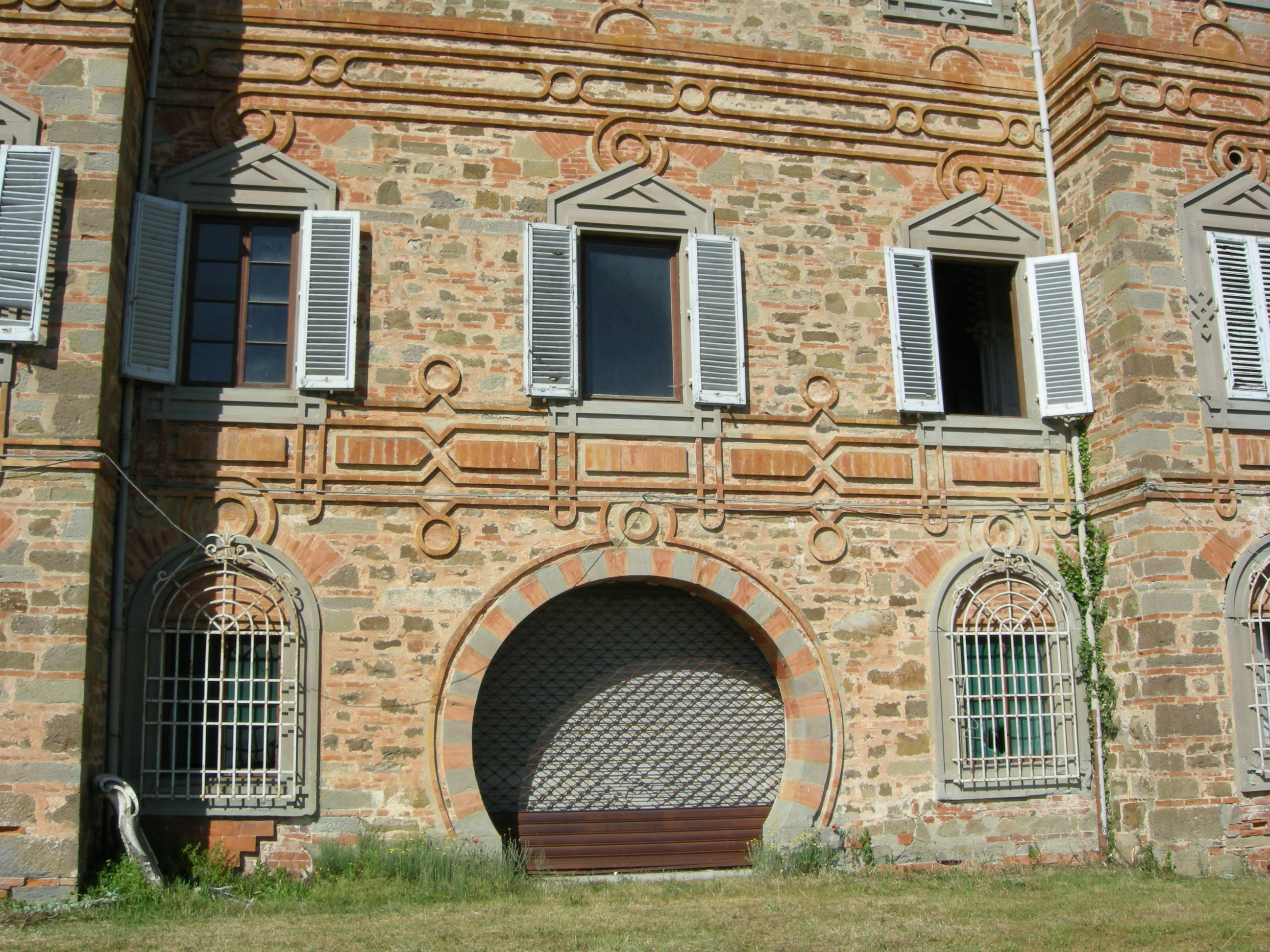
Tor auf der Gebäuderückseite
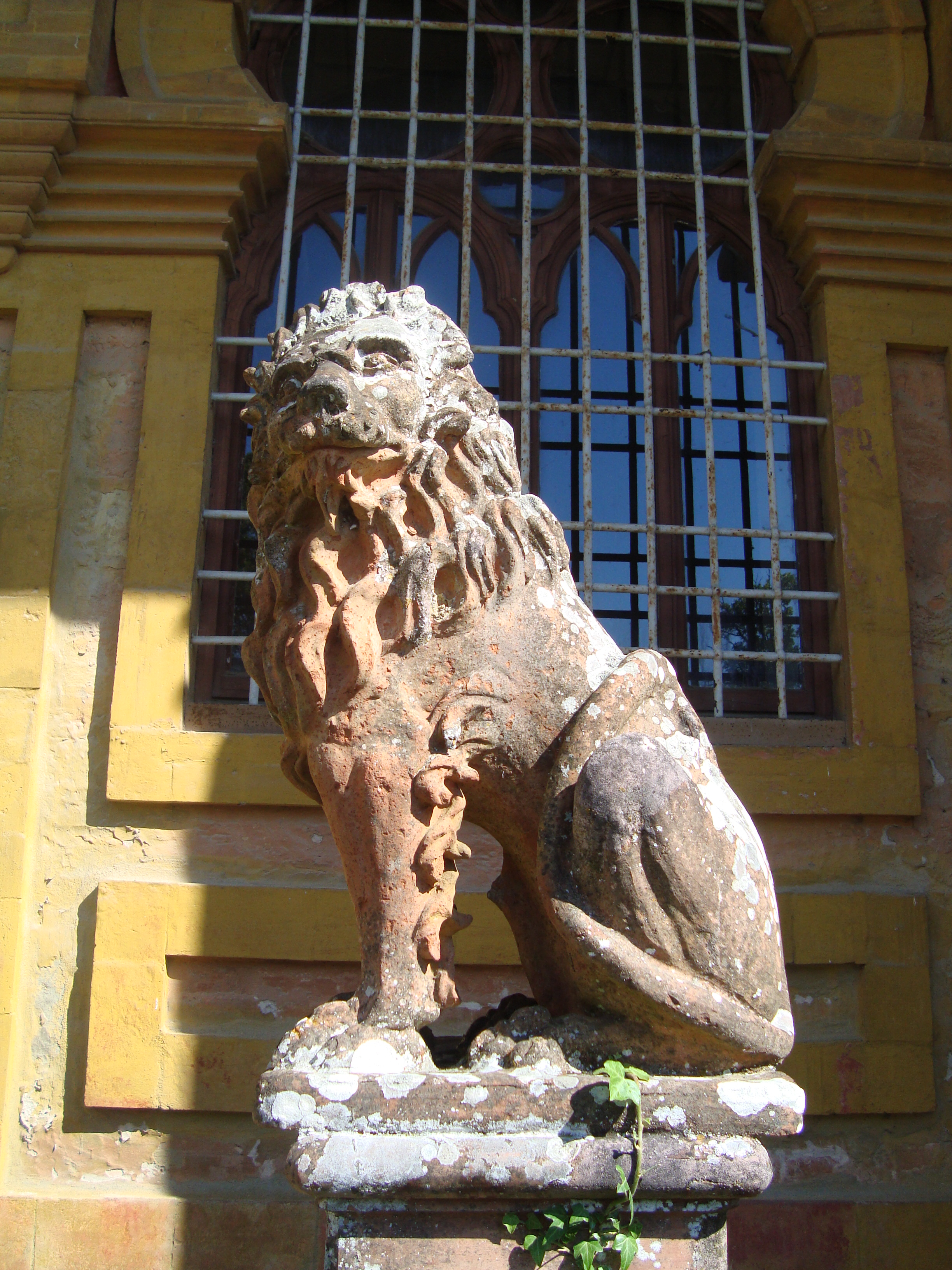
Einer der Löwen, die ursprünglich Ferdinandos Grab bewachten
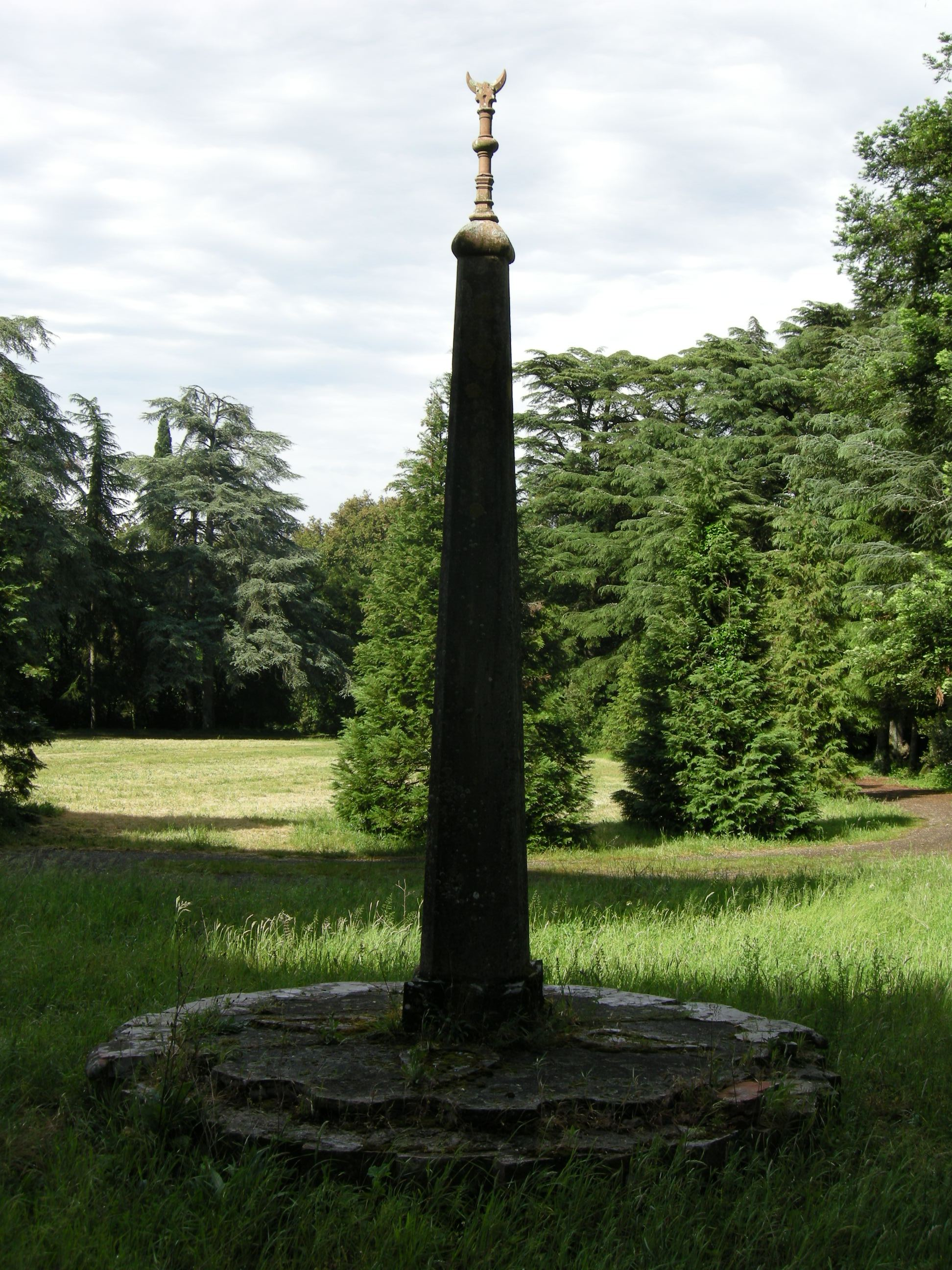
Mit einem Halbmond bekrönter Obelisk im Garten

## Künstlerische Rezeption

### Filme
Wegen seiner baulichen und architektonischen Besonderheiten war das Schloss Kulisse für zahlreiche Filme und Fotoshootings – vor allem in der Zeit bis etwa 1990, als das Hotel noch in Betrieb und die Infrastruktur wie Wasser, Strom oder Toiletten noch vorhanden war. Aber auch danach wurden hier noch Filme gedreht, wenn auch unter erschwerten Bedingungen. Der erste im Castello di Sammezzano gedrehte Film war 1972 Finalmente … le mille e una notte, für den zehn Räume als Kulisse genutzt wurden (wobei der Sala Bianca sogar zwei verschiedene Räumlichkeiten darstellte). Unter den Regisseuren, die in den folgenden Jahrzehnten hier drehten, sind so bekannte Namen wie Pier Paolo Pasolini und Claude Chabrol zu finden.

#### Spielfilme
- 1972: Finalmente... le mille e una notte (Regie: Antonio Margheriti)
- 1974: Erotische Geschichten aus 1001 Nacht (Regie: Pier Paolo Pasolini)
- 1975: Giro girotondo... con il sesso è bello il mondo (Regie: Oscar Brazzi)
- 1977: Emanuela – Alle Lüste dieser Welt (Regie: Joe D’Amato)
- 1980: Una vacanza bestiale (Regie: Carlo Vanzina)
- 1981: L’ultimo harem (Regie: Sergio Garrone)
- 1985: Sono un fenomeno paranormale (Regie: Alberto Sordi)
- 1985: Die Abenteuer des Herkules 2. Teil (Regie: Luigi Cozzi) (Außenaufnahmen im Park)
- 1987: Good Morning, Babylon (Regie: Vittorio Taviani, Paolo Taviani)
- 1988: A cena col vampiro (Regie: Lamberto Bava)
- 1989: Sinbad - Herr der sieben Meere (Regie: Enzo G. Castellari)
- 1989: Il paesaggio ritrovato (Regie: Massimo Becattini, Giovanni M. Rossi)
- 1990: Stille Tage in Clichy (Regie: Claude Chabrol)
- 2013: Hydra – The Series (Webserie), Episode 5: Acceptance
- 2013: Il Leon Solingo (Vita e sogni del Marchese Ferdinando Panciatichi Ximenes D’Aragona) (Kurzfilm) (Regie: Antonio Chiavacci)
- 2015: L’Oriana (Miniserie von Rai) (Regie: Marco Turco)
- 2015: Das Märchen der Märchen (Regie: Matteo Garrone)[Anm. 5]
- 2017: The evil inside (Regie: Carlo Baldacci Carli)

#### Musikvideos
- 1986: Fiordaliso und Pupo: La Vita E Molto Di Piu
- 1990: Mietta und Amedeo Minghi: Vattene Amore
- 2016: Dolcenera: Ora O Mai Più (Le Cose Cambiano)
- 2020: Shores of Null: Beyond the Shores (On Death and Dying)

#### Werbefilme
- 1988: Elisir San Marzano Borsci (Kräuterbitter)
- 2014: Alien (Parfüm von Thierry Mugler)
- 2014: The Ghost of Castello Sammezzano (Mode von Vahan Khachatryan)
- 2021: Le Château du Tarot (Christian Dior)[50]
- 2022: Resort 2022 (Mode von Ermanno Scervino)

### Belletristik
- Merryn Corcoran: The Peacock Room at Sammezzano Castle. Cork Publishing, 2017, ISBN 978-0-473-41252-4.
- Merryn Corcoran: The Peacock Room. Cork Publishing, 2022, ISBN 978-0-9927556-7-6.
- Eireen M. O’Brien, Alexander P. Dyle: Der Krönungsball: Der zweite Kriminalfall des Privatermittlers Achille Corso. Epubli, Berlin 2023, ISBN 978-3-7575-4599-4.

### Sonstiges
- 2018 gab die Republik Palau im Rahmen der Serie Tiffany Art eine silberne Sondermünze zum Thema Orientalismus heraus, die Motive aus dem Castello die Sammezzano zeigt – auf der Vorderseite den Sala dei pavoni und auf der Rückseite die Weiße Rotunde. Dabei gab es zwei Ausführungen – eine mit 2 Unzen im Nennwert von 10 US-Dollar[51] und eine mit 1000 Gramm im Nennwert von 50 US-Dollar.[52]